# Lista över spel till Nintendo Entertainment System

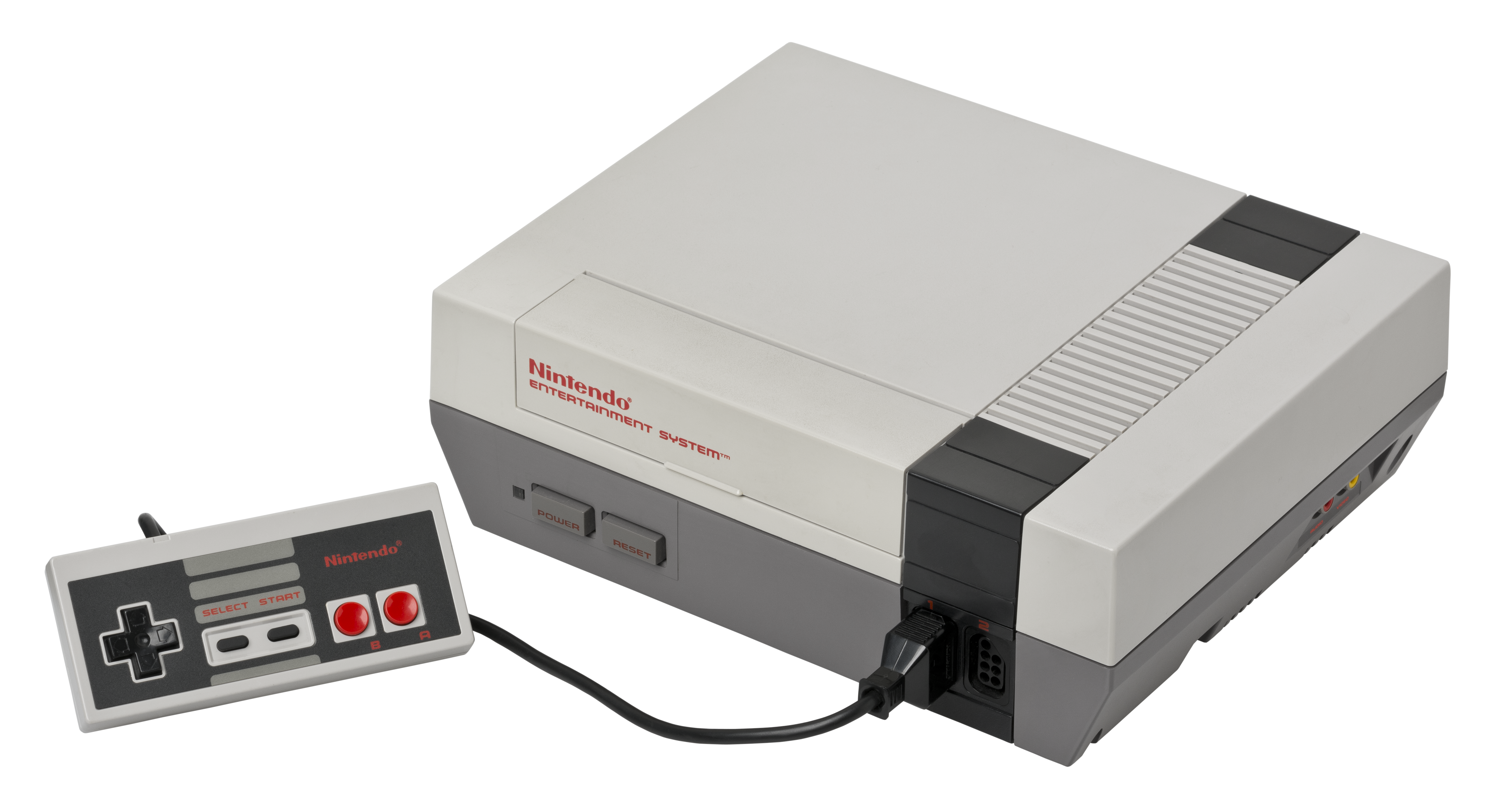

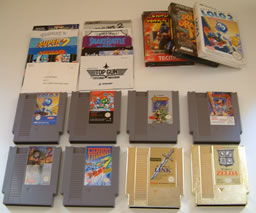

Antalet utgivna spel till Nintendo Entertainment System och Japanska Famicom är svårt att ange exakt då vilka spel som släppts i vilka regioner skiljer sig markant. Utöver de officiellt utgivna spelen existerar också en mängd olicensierade spel som släpptes av enskilda utgivare utan Nintendos tillåtelse.
Generell förteckning av NES-spel

## Lista över NES spel utgivna i Sverige
Totalt 714 kända licensierade speltitlar släpptes för Nintendo Entertainment System under sin livslängd mellan 1986 och 1995. Av dessa släpptes 210 NES-spel officiellt i Sverige. Fyra av dessa översattes också till svenska. 
| Titel | Utgivningsdatum                          | Utgivningsdatum   | Utgivningsdatum   | Utgivare                                                | Utvecklare                                                                             |
| Titel | NA                                       | PAL               | SV                | Utgivare                                                | Utvecklare                                                                             |
| --- | ---------------------------------------- | ----------------- | ----------------- | ------------------------------------------------------- | -------------------------------------------------------------------------------------- |
| 10-Yard Fight                                                                                                | 18 oktober 1985                          | 6 december 1986   | ej utgivet        | Nintendo                                                | Irem                                                                                   |
| 1942 | November 1986                            | ej utgivet        | ej utgivet        | Capcom                                                  | Micronics                                                                              |
| 1943: The Battle of Midway                                                                                   | Oktober 1988                             | ej utgivet        | ej utgivet        | Capcom                                                  | Capcom                                                                                 |
| The 3-D Battles of Worldrunner                                                                               | September 1987                           | ej utgivet        | ej utgivet        | Acclaim                                                 | Square                                                                                 |
| 720° | November 1989                            | ej utgivet        | ej utgivet        | Mindscape                                               | Tengen                                                                                 |
| 8 Eyes | Januari 1990                             | ej utgivet        | ej utgivet        | Taxan                                                   | Thinking Rabbit                                                                        |
| Abadox | Mars 1990                                | ej utgivet        | ej utgivet        | Milton Bradley Company                                  | Natsume                                                                                |
| The Addams Family                                                                                            | Januari 1992                             | 30 december 1992  | 30 december 1992  | Ocean Software                                          | Ocean Software                                                                         |
| The Addams Family: Pugsley's Scavenger Hunt                                                                  | Augusti 1993                             | 1992              | ej utgivet        | Ocean Software                                          | Ocean Software                                                                         |
| Advanced Dungeons & Dragons: DragonStrike                                                                    | Juli 1992                                | ej utgivet        | ej utgivet        | FCI                                                     | Westwood Studios                                                                       |
| Advanced Dungeons & Dragons: Heroes of the Lance                                                             | Januari 1991                             | ej utgivet        | ej utgivet        | FCI                                                     | Natsume                                                                                |
| Advanced Dungeons & Dragons: Hillsfar                                                                        | Februari 1993                            | ej utgivet        | ej utgivet        | FCI                                                     | Westwood Studios                                                                       |
| Advanced Dungeons & Dragons: Pool of Radiance                                                                | April 1992                               | ej utgivet        | ej utgivet        | FCI                                                     | Marionette; SRS                                                                        |
| Adventure Island                                                                                             | September 1988                           | 1992              | ej utgivet        | Hudson Soft                                             | Hudson Soft                                                                            |
| Adventure Island II                                                                                          | Februari 1991                            | 22 juli 1992      | 22 juli 1992      | Hudson Soft (NA/EU) Mattel (AU)                         | Now Production                                                                         |
| Adventure Island 3                                                                                           | September 1992                           | ej utgivet        | ej utgivet        | Hudson Soft                                             | Now Production                                                                         |
| Adventures in the Magic Kingdom                                                                              | Juni 1990                                | 10 december 1992  | 10 december 1992  | Capcom                                                  | Capcom                                                                                 |
| The Adventures of Bayou Billy                                                                                | Juni 1989                                | 24 januari 1991   | 24 januari 1991   | Konami                                                  | Konami                                                                                 |
| Adventures of Dino Riki                                                                                      | September 1989                           | ej utgivet        | ej utgivet        | Hudson Soft                                             | Hudson Soft                                                                            |
| The Adventures of Gilligan's Island                                                                          | Juli 1990                                | ej utgivet        | ej utgivet        | Bandai                                                  | Human Entertainment                                                                    |
| Adventures of Lolo                                                                                           | April 1989                               | 21 februari 1991  | 8 juni 1990       | HAL                                                     | HAL Laboratory                                                                         |
| Adventures of Lolo 2                                                                                         | Mars 1990                                | 1991              | 21 februari 1991  | HAL                                                     | HAL Laboratory                                                                         |
| Adventures of Lolo 3                                                                                         | 21 november 1991                         | 27 maj 1992       | 27 maj 1992       | HAL                                                     | HAL Laboratory                                                                         |
| The Adventures of Rad Gravity                                                                                | December 1990                            | 30 maj 1991       | 30 maj 1991       | Activision (NA) Mattel (AUS)                            | Interplay Productions                                                                  |
| The Adventures of Rocky and Bullwinkle and Friends                                                           | December 1992                            | ej utgivet        | ej utgivet        | THQ                                                     | Radical Entertainment                                                                  |
| The Adventures of Tom Sawyer                                                                                 | Augusti 1989                             | ej utgivet        | ej utgivet        | SETA                                                    | Winkysoft                                                                              |
| Air Fortress                                                                                                 | September 1989                           | 1989              | ej utgivet        | HAL                                                     | HAL Laboratory                                                                         |
| Airwolf | Juni 1989                                | 1988              | ej utgivet        | Acclaim                                                 | Beam Software                                                                          |
| Al Unser Jr.'s Turbo Racing (NA) Turbo Racing (EU)                                                           | Mars 1990                                | 1991              | ej utgivet        | Data East                                               | Data East                                                                              |
| Aladdin | ej utgivet                               | 31 december 1994  | 23 februari 1995  | Virgin (EU)                                             | NMS Software                                                                           |
| Alfred Chicken                                                                                               | Februari 1994                            | 1993              | ej utgivet        | Mindscape                                               | Twilight                                                                               |
| Alien3 | Mars 1993                                | 1993              | ej utgivet        | LJN                                                     | Bits Studios                                                                           |
| All-Pro Basketball                                                                                           | December 1989                            | ej utgivet        | ej utgivet        | Vic Tokai                                               | Aicom                                                                                  |
| Alpha Mission                                                                                                | Oktober 1987                             | 1987              | ej utgivet        | SNK                                                     | SNK                                                                                    |
| Amagon | April 1989                               | ej utgivet        | ej utgivet        | American Sammy                                          | Aicom                                                                                  |
| American Gladiators                                                                                          | Oktober 1991                             | ej utgivet        | ej utgivet        | GameTek                                                 | Incredible Technologies                                                                |
| Anticipation                                                                                                 | November 1988                            | 25 oktober 1989   | 25 oktober 1989   | Nintendo                                                | Rare                                                                                   |
| Arch Rivals                                                                                                  | November 1990                            | 1991              | ej utgivet        | Acclaim                                                 | Rare                                                                                   |
| Archon | December 1989                            | ej utgivet        | ej utgivet        | Activision                                              | Free Fall Associates                                                                   |
| Arkanoid | Augusti 1987                             | ej utgivet        | ej utgivet        | Taito                                                   | Taito                                                                                  |
| Arkista's Ring                                                                                               | Juni 1990                                | ej utgivet        | ej utgivet        | American Sammy                                          | American Sammy                                                                         |
| Asterix | ej utgivet                               | 1993              | ej utgivet        | Infogrames                                              | Bit Managers                                                                           |
| Astyanax | Mars 1990                                | 1990              | ej utgivet        | Jaleco                                                  | Aicom                                                                                  |
| Athena | Augusti 1987                             | ej utgivet        | ej utgivet        | SNK                                                     | Micronics                                                                              |
| Athletic World                                                                                               | 1987                                     | 15 juni 1988      | 15 juni 1988      | Bandai                                                  | Human Entertainment                                                                    |
| Attack of the Killer Tomatoes                                                                                | Januari 1992                             | 1991              | ej utgivet        | THQ                                                     | Imagineering                                                                           |
| Aussie Rules Footy                                                                                           | ej utgivet                               | 1991              | ej utgivet        | Laser Beam Entertainment                                | Beam Software                                                                          |
| Back to the Future                                                                                           | September 1989                           | ej utgivet        | ej utgivet        | LJN                                                     | Beam Software                                                                          |
| Back to the Future Part II & III                                                                             | September 1990                           | ej utgivet        | ej utgivet        | LJN                                                     | Beam Software                                                                          |
| Bad Dudes (NA) Bad Dudes vs. DragonNinja (EU)                                                                | Augusti 1989                             | 1990              | ej utgivet        | Data East (NA) Ocean Software (EU)                      | Data East                                                                              |
| Bad News Baseball                                                                                            | Juni 1990                                | ej utgivet        | ej utgivet        | Tecmo                                                   | Tecmo                                                                                  |
| Bad Street Brawler                                                                                           | September 1989                           | ej utgivet        | ej utgivet        | Mattel                                                  | Beam Software                                                                          |
| Balloon Fight                                                                                                | Augusti 1986                             | 15 december 1986  | 15 december 1986  | Nintendo                                                | Nintendo Research & Development 1                                                      |
| Banana Prince                                                                                                | ej utgivet                               | Februari 1992     | ej utgivet        | Takara                                                  | KID                                                                                    |
| Bandai Golf: Challenge Pebble Beach                                                                          | Februari 1989                            | ej utgivet        | ej utgivet        | Bandai                                                  | TOSE                                                                                   |
| Bandit Kings of Ancient China                                                                                | December 1990                            | ej utgivet        | ej utgivet        | Koei                                                    | Koei                                                                                   |
| Barbie | November 1991                            | 1992              | ej utgivet        | Hi Tech Expressions                                     | Imagineering                                                                           |
| The Bard's Tale                                                                                              | November 1991                            | ej utgivet        | ej utgivet        | FCI                                                     | Atelier Double                                                                         |
| Barker Bill's Trick Shooting                                                                                 | Augusti 1990                             | 27 juni 1991      | 27 juni 1991      | Nintendo                                                | Nintendo Research & Development 1                                                      |
| Base Wars | Juni 1991                                | ej utgivet        | ej utgivet        | Ultra Games                                             | Konami                                                                                 |
| Baseball | 18 oktober 1985                          | 1 september 1986  | ej utgivet        | Nintendo                                                | Nintendo Research & Development 1                                                      |
| Baseball Simulator 1.000                                                                                     | Mars 1990                                | ej utgivet        | ej utgivet        | Culture Brain                                           | Culture Brain                                                                          |
| Baseball Stars                                                                                               | Juli 1989                                | ej utgivet        | ej utgivet        | SNK                                                     | SNK                                                                                    |
| Baseball Stars 2                                                                                             | Juli 1992                                | ej utgivet        | ej utgivet        | Romstar                                                 |                                                                                        |
| Bases Loaded                                                                                                 | Juli 1988                                | ej utgivet        | ej utgivet        | Jaleco                                                  | TOSE                                                                                   |
| Bases Loaded II: Second Season                                                                               | Januari 1990                             | ej utgivet        | ej utgivet        | Jaleco                                                  | TOSE                                                                                   |
| Bases Loaded 3                                                                                               | September 1991                           | ej utgivet        | ej utgivet        | Jaleco                                                  | TOSE                                                                                   |
| Bases Loaded 4                                                                                               | April 1993                               | ej utgivet        | ej utgivet        | Jaleco                                                  | TOSE                                                                                   |
| Batman | Februari 1990                            | 14 september 1990 | 14 september 1990 | Sunsoft                                                 | Sunsoft                                                                                |
| Batman: Returns                                                                                              | Januari 1993                             | 1993              | 19 november 1992  | Konami                                                  | Konami                                                                                 |
| Batman: Return of the Joker                                                                                  | December 1991                            | 19 november 1992  | ej utgivet        | Sunsoft                                                 | Sunsoft                                                                                |
| Battle Chess                                                                                                 | Juli 1990                                | ej utgivet        | ej utgivet        | Data East                                               | Beam Software                                                                          |
| Battle of Olympus, The                                                                                       | December 1989                            | 26 september 1991 | 26 september 1991 | Brøderbund (NA) Nintendo (EU)                           | Infinity                                                                               |
| Battle Tank                                                                                                  | September 1990                           | ej utgivet        | ej utgivet        | Absolute Entertainment                                  | Imagineering                                                                           |
| Battleship                                                                                                   | September 1993                           | 1993              | ej utgivet        | Mindscape                                               | Mindscape                                                                              |
| Battletoads                                                                                                  | Juni 1991                                | 18 februari 1993  | 18 februari 1993  | Tradewest                                               | Rare                                                                                   |
| Battletoads & Double Dragon                                                                                  | Juni 1993                                | 1993              | ej utgivet        | Tradewest                                               | Rare                                                                                   |
| Beetlejuice                                                                                                  | Maj 1991                                 | ej utgivet        | ej utgivet        | LJN                                                     | Rare                                                                                   |
| Best of the Best: Championship Karate                                                                        | December 1992                            | 1993              | ej utgivet        | Electro Brain (NA) Loriciels (EU)                       | Movie Software                                                                         |
| Bigfoot | Augusti 1990                             | 24 januari 1991   | 24 januari 1991   | Acclaim                                                 | Beam                                                                                   |
| Bill & Ted's Excellent Video Game Adventure                                                                  | April 1991                               | ej utgivet        | ej utgivet        | LJN                                                     | Rocket Science Games                                                                   |
| Bill Elliott's NASCAR Challenge                                                                              | December 1991                            | ej utgivet        | ej utgivet        | Konami                                                  | Distinctive Software                                                                   |
| Bionic Commando                                                                                              | December 1988                            | 26 oktober 1990   | 26 oktober 1990   | Capcom                                                  | Capcom                                                                                 |
| The Black Bass                                                                                               | September 1989                           | ej utgivet        | ej utgivet        | Another                                                 |                                                                                        |
| Blades of Steel                                                                                              | December 1988                            | 23 november 1990  | 23 november 1990  | Konami (NA/EU) Mattel (AU)                              | Konami                                                                                 |
| Blaster Master                                                                                               | November 1988                            | 25 april 1991     | 25 april 1991     | Sunsoft                                                 | Sunsoft                                                                                |
| The Blue Marlin                                                                                              | Juli 1992                                | ej utgivet        | ej utgivet        | Hot-B                                                   | Hot-B                                                                                  |
| The Blues Brothers                                                                                           | September 1992                           | 1992              | ej utgivet        | Titus Software                                          | Titus Software                                                                         |
| Bo Jackson Baseball                                                                                          | Oktober 1991                             | ej utgivet        | ej utgivet        | Data East                                               | Beam Software                                                                          |
| Bomberman | Januari 1989                             | ej utgivet        | ej utgivet        | Hudson Soft                                             | Hudson Soft                                                                            |
| Bomberman II (NA) Dynablaster (EU)                                                                           | Februari 1993                            | 1991              | ej utgivet        | Hudson Soft                                             | Hudson Soft                                                                            |
| Bonk's Adventure                                                                                             | Januari 1994                             | ej utgivet        | ej utgivet        | Hudson Soft                                             | AI                                                                                     |
| Boulder Dash                                                                                                 | Juni 1990                                | 1990              | ej utgivet        | JVC (NA) Nintendo (EU)                                  | Data East; Sakata SAS                                                                  |
| A Boy and His Blob: Trouble on Blobolonia                                                                    | Januari 1990                             | 1991              | ej utgivet        | Absolute Entertainment                                  | Imagineering                                                                           |
| Bram Stoker's Dracula                                                                                        | September 1993                           | 1993              | ej utgivet        | Sony Imagesoft                                          | Probe Software                                                                         |
| Break Time: The National Pool Tour                                                                           | Januari 1993                             | ej utgivet        | ej utgivet        | FCI                                                     |                                                                                        |
| BreakThru | Juli 1987                                | 1988              | ej utgivet        | Data East                                               | Data East                                                                              |
| Bubble Bobble                                                                                                | November 1988                            | 26 oktober 1990   | 26 oktober 1990   | Taito (NA/EU) Mattel (AUS)                              | Taito                                                                                  |
| Bubble Bobble Part 2                                                                                         | Augusti 1993                             | ej utgivet        | ej utgivet        | Taito                                                   | Taito                                                                                  |
| Bucky O'Hare                                                                                                 | Januari 1992                             | 18 februari 1993  | 18 februari 1993  | Konami (NA) Palcom (EU)                                 | Konami                                                                                 |
| The Bugs Bunny Birthday Blowout (NA) Bugs Bunny Blowout (EU)                                                 | September 1990                           | 1990              | ej utgivet        | Seika (NA) Kemco (EU)                                   | Kemco                                                                                  |
| The Bugs Bunny Crazy Castle                                                                                  | Augusti 1989                             | ej utgivet        | ej utgivet        | Seika                                                   | Kemco                                                                                  |
| Bump 'n' Jump                                                                                                | December 1988                            | ej utgivet        | ej utgivet        | Vic Tokai                                               | Data East; Sakata SAS                                                                  |
| Burai Fighter                                                                                                | Mars 1990                                | 1990              | ej utgivet        | Taxan                                                   | Taxan                                                                                  |
| BurgerTime                                                                                                   | Maj 1987                                 | ej utgivet        | ej utgivet        | Data East                                               | Data East; Sakata SAS                                                                  |
| Cabal | Juni 1990                                | ej utgivet        | ej utgivet        | Milton Bradley Company                                  | TAD Corporation                                                                        |
| Caesars Palace                                                                                               | December 1992                            | ej utgivet        | ej utgivet        | Virgin                                                  | Realtime Associates                                                                    |
| California Games                                                                                             | Juni 1989                                | 1990              | ej utgivet        | Milton Bradley Company                                  | Rare                                                                                   |
| Capcom's Gold Medal Challenge '92                                                                            | Augusti 1992                             | 17 juni 1993      | 17 juni 1993      | Capcom                                                  | Make Software                                                                          |
| Captain America and The Avengers                                                                             | December 1991                            | 1991              | ej utgivet        | Data East                                               | Data East                                                                              |
| Captain Planet and the Planeteers                                                                            | September 1991                           | 20 augusti 1992   | 20 augusti 1992   | Mindscape                                               | Chris Gray                                                                             |
| Captain Skyhawk                                                                                              | Juni 1990                                | 26 maj 1994       | 26 maj 1994       | Milton Bradley Company (NA) Rare (EU)                   | Rare                                                                                   |
| Casino Kid                                                                                                   | Oktober 1989                             | ej utgivet        | ej utgivet        | SOFEL                                                   | SOFEL                                                                                  |
| Casino Kid 2                                                                                                 | April 1993                               | ej utgivet        | ej utgivet        | SOFEL                                                   | SOFEL                                                                                  |
| Castelian | Juni 1991                                | 1993              | ej utgivet        | Triffix (NA) Storm (EU)                                 | Triffix                                                                                |
| Castle of Dragon                                                                                             | Juni 1990                                | ej utgivet        | ej utgivet        | SETA                                                    |                                                                                        |
| Castlequest                                                                                                  | September 1989                           | ej utgivet        | ej utgivet        | ASCII                                                   | ASCII                                                                                  |
| Castlevania                                                                                                  | Maj 1987                                 | 19 december 1988  | 19 december 1988  | Konami                                                  | Konami                                                                                 |
| Castlevania II: Simon's Quest                                                                                | December 1988                            | 27 april 1990     | 19 december 1988  | Konami                                                  | Konami                                                                                 |
| Castlevania III: Dracula's Curse                                                                             | September 1990                           | 10 december 1992  | 10 december 1992  | Konami (NA) Palcom (EU)                                 | Konami                                                                                 |
| Caveman Games                                                                                                | Oktober 1990                             | ej utgivet        | ej utgivet        | Data East                                               | Painting By Numbers                                                                    |
| Championship Bowling                                                                                         | December 1989                            | ej utgivet        | ej utgivet        | Romstar                                                 | Athena                                                                                 |
| Championship Pool                                                                                            | Oktober 1993                             | ej utgivet        | ej utgivet        | Mindscape                                               | Bitmasters                                                                             |
| Championship Rally                                                                                           | ej utgivet                               | 1991              | ej utgivet        | HAL (AU)                                                | Human Entertainment                                                                    |
| Chessmaster, The                                                                                             | Januari 1990                             | 26 mars 1992      | 26 mars 1992      | Hi Tech Expressions                                     | Ubisoft                                                                                |
| Chip 'N Dale - Rescue Rangers                                                                                | Juni 1990                                | 12 december 1991  | 12 december 1991  | Capcom                                                  | Capcom                                                                                 |
| Chip 'N Dale - Rescue Rangers 2                                                                              | Januari 1994                             | 29 september 1994 | 29 september 1994 | Capcom                                                  | Make Software                                                                          |
| Chubby Cherub                                                                                                | 29 oktober 1986                          | ej utgivet        | ej utgivet        | Bandai                                                  | TOSE                                                                                   |
| Circus Caper                                                                                                 | Juli 1990                                | ej utgivet        | ej utgivet        | Toho                                                    | Advance Communication Company                                                          |
| City Connection                                                                                              | Maj 1988                                 | 1988              | ej utgivet        | Jaleco                                                  | Jaleco                                                                                 |
| Clash at Demonhead                                                                                           | Januari 1990                             | ej utgivet        | ej utgivet        | Vic Tokai                                               | Vic Tokai                                                                              |
| Classic Concentration                                                                                        | September 1990                           | ej utgivet        | ej utgivet        | GameTek                                                 |                                                                                        |
| Cliffhanger                                                                                                  | November 1993                            | ej utgivet        | ej utgivet        | Sony Imagesoft                                          | Spidersoft                                                                             |
| Clu Clu Land                                                                                                 | 18 oktober 1985                          | 15 februari 1987  | 15 februari 1987  | Nintendo                                                | Nintendo Research & Development 1                                                      |
| Cobra Command                                                                                                | November 1988                            | ej utgivet        | ej utgivet        | Data East                                               | Data East                                                                              |
| Cobra Triangle                                                                                               | Juli 1989                                | 25 oktober 1989   | 25 oktober 1989   | Nintendo                                                | Rare                                                                                   |
| Code Name: Viper                                                                                             | Mars 1990                                | ej utgivet        | ej utgivet        | Capcom                                                  | Arc System Works                                                                       |
| Color a Dinosaur                                                                                             | Juli 1993                                | ej utgivet        | ej utgivet        | Virgin                                                  | FarSight Studios                                                                       |
| Commando | November 1986                            | ej utgivet        | ej utgivet        | Capcom                                                  | Capcom                                                                                 |
| Conan: The Mysteries of Time                                                                                 | Februari 1991                            | ej utgivet        | ej utgivet        | Mindscape                                               | Mindscape                                                                              |
| Conflict | Mars 1990                                | ej utgivet        | ej utgivet        | Vic Tokai                                               | Vic Tokai                                                                              |
| Conquest of the Crystal Palace                                                                               | November 1990                            | ej utgivet        | ej utgivet        | Asmik                                                   | Quest                                                                                  |
| Contra (NA) Probotector (EU)                                                                                 | Februari 1988                            | 28 december 1990  | 28 december 1990  | Konami                                                  | Konami                                                                                 |
| Contra Force                                                                                                 | September 1992                           | ej utgivet        | ej utgivet        | Konami                                                  | Konami                                                                                 |
| Cool World                                                                                                   | Juni 1993                                | ej utgivet        | ej utgivet        | Ocean Software                                          | Ocean Software                                                                         |
| Cowboy Kid                                                                                                   | Januari 1992                             | ej utgivet        | ej utgivet        | Romstar                                                 | Visco Corporation                                                                      |
| Crackout | ej utgivet                               | 1991              | ej utgivet        | Palcom                                                  | Konami                                                                                 |
| Crash 'n the Boys: Street Challenge                                                                          | Oktober 1992                             | ej utgivet        | ej utgivet        | Technōs Japan                                           | Technōs Japan                                                                          |
| Crystalis | Juli 1990                                | ej utgivet        | ej utgivet        | SNK                                                     | SNK                                                                                    |
| Cyberball | Januari 1992                             | ej utgivet        | ej utgivet        | Jaleco                                                  | Tengen                                                                                 |
| Cybernoid: The Fighting Machine                                                                              | December 1989                            | ej utgivet        | ej utgivet        | Acclaim                                                 | Raffaele Cecco                                                                         |
| Dance Aerobics                                                                                               | Mars 1989                                | ej utgivet        | ej utgivet        | Nintendo                                                | Human Entertainment                                                                    |
| Danny Sullivan's Indy Heat                                                                                   | Augusti 1992                             | ej utgivet        | ej utgivet        | Tradewest                                               | Rare                                                                                   |
| Darkman | Oktober 1991                             | 1991              | ej utgivet        | Ocean Software                                          | Painting by Numbers                                                                    |
| Dash Galaxy in the Alien Asylum                                                                              | Februari 1990                            | ej utgivet        | ej utgivet        | Data East                                               | Beam Software                                                                          |
| Day Dreamin' Davey                                                                                           | Juni 1992                                | ej utgivet        | ej utgivet        | HAL                                                     | Sculptured Software                                                                    |
| Days of Thunder                                                                                              | Oktober 1990                             | 25 april 1991     | 25 april 1991     | Mindscape                                               | Beam Software                                                                          |
| Deadly Towers                                                                                                | September 1987                           | ej utgivet        | ej utgivet        | Brøderbund                                              | Lenar; Tamtex                                                                          |
| Defender II                                                                                                  | Juli 1988                                | ej utgivet        | ej utgivet        | HAL                                                     | Vid Kidz                                                                               |
| Defender of the Crown                                                                                        | Juli 1989                                | 25 juli 1991      | 25 juli 1991      | Ultra Games                                             | Beam Software                                                                          |
| Defenders of Dynatron City                                                                                   | Juli 1992                                | ej utgivet        | ej utgivet        | JVC                                                     | Lucasfilm Games                                                                        |
| Déjà Vu | December 1990                            | 24 september 1992 | 24 september 1992 | Seika (NA) Kemco (EU)                                   | Kemco                                                                                  |
| Demon Sword                                                                                                  | Januari 1990                             | ej utgivet        | ej utgivet        | Taito                                                   | TOSE                                                                                   |
| Desert Commander                                                                                             | Juni 1989                                | ej utgivet        | ej utgivet        | Seika                                                   | Kemco                                                                                  |
| Destination Earthstar                                                                                        | Februari 1990                            | ej utgivet        | ej utgivet        | Acclaim                                                 | Imagineering                                                                           |
| Destiny of an Emperor                                                                                        | September 1990                           | ej utgivet        | ej utgivet        | Capcom                                                  | Capcom                                                                                 |
| Devil World                                                                                                  | ej utgivet                               | 15 juli 1987      | 15 juli 1987      | Nintendo                                                | Nintendo Research & Development 1                                                      |
| Dick Tracy                                                                                                   | Augusti 1990                             | ej utgivet        | ej utgivet        | Bandai                                                  | Realtime Associates                                                                    |
| Die Hard | Januari 1992                             | January 1992      | 1992              | Activision                                              | Pack-In-Video                                                                          |
| Dig Dug II                                                                                                   | December 1989                            | ej utgivet        | ej utgivet        | Bandai                                                  | Namco                                                                                  |
| Digger T. Rock: Legend of the Lost City                                                                      | December 1990                            | 1991              | ej utgivet        | Milton Bradley Company                                  | Rare                                                                                   |
| Dirty Harry                                                                                                  | December 1990                            | ej utgivet        | ej utgivet        | Mindscape                                               | Gray Matter                                                                            |
| Disney's Beauty and the Beast                                                                                | ej utgivet                               | 1994              | ej utgivet        | Hudson Soft                                             | Probe Software                                                                         |
| Darkwing Duck                                                                                                | Juni 1992                                | 9 december 1993   | 9 december 1993   | Capcom                                                  | Capcom                                                                                 |
| Disney's The Little Mermaid                                                                                  | Juli 1991                                | ej utgivet        | ej utgivet        | Capcom                                                  | Capcom                                                                                 |
| Donkey Kong                                                                                                  | Juni 1986                                | 15 oktober 1986   | 5 oktober 1986    | Nintendo                                                | Nintendo Research & Development 1                                                      |
| Donkey Kong 3                                                                                                | Juni 1986                                | September 1987    | 15 september 1987 | Nintendo                                                | Nintendo Research & Development 1                                                      |
| Donkey Kong Classics                                                                                         | Oktober 1988                             | 10 augusti 1989   | 10 augusti 1989   | Nintendo                                                | Nintendo Research & Development 1                                                      |
| Donkey Kong Jr.                                                                                              | Juni 1986                                | 15 juni 1987      | 15 juni 1987      | Nintendo                                                | Nintendo Research & Development 1                                                      |
| Donkey Kong Jr. Math                                                                                         | Juni 1986                                | 1986              | ej utgivet        | Nintendo                                                | Nintendo Research & Development 2                                                      |
| Double Dare                                                                                                  | April 1990                               | ej utgivet        | ej utgivet        | GameTek                                                 | Rare                                                                                   |
| Double Dragon                                                                                                | Juni 1988                                | 1990              | 24 november 1994  | Tradewest                                               | Technōs Japan                                                                          |
| Double Dragon II: The Revenge                                                                                | Januari 1990                             | 1990              | 26 september 1991 | Acclaim                                                 | Technōs Japan                                                                          |
| Double Dragon III: The Sacred Stones                                                                         | Februari 1991                            | 1991              | 24 november 1994  | Acclaim                                                 | Technōs Japan                                                                          |
| Double Dribble                                                                                               | September 1987                           | 1988              | 13 december 1989  | Konami                                                  | Konami                                                                                 |
| Dr. Chaos | November 1988                            | ej utgivet        | ej utgivet        | FCI                                                     | Marionette                                                                             |
| Dr. Jekyll and Mr. Hyde                                                                                      | April 1989                               | ej utgivet        | ej utgivet        | Bandai                                                  | Advance Communication                                                                  |
| Dr. Mario | Oktober 1990                             | 27 juni 1991      | 27 juni 1991      | Nintendo                                                | Nintendo Research & Development 1                                                      |
| Dragon Fighter                                                                                               | Januari 1992                             | ej utgivet        | ej utgivet        | SOFEL                                                   | Natsume                                                                                |
| Dragon Power (NA) Dragonball (EU)                                                                            | Mars 1988                                | 1990              | ej utgivet        | Bandai                                                  | TOSE                                                                                   |
| Dragon Spirit                                                                                                | Juni 1990                                | ej utgivet        | ej utgivet        | Bandai                                                  | Now Production                                                                         |
| Dragon Warrior                                                                                               | Augusti 1989                             | ej utgivet        | ej utgivet        | Nintendo                                                | Chunsoft                                                                               |
| Dragon Warrior II                                                                                            | September 1990                           | ej utgivet        | ej utgivet        | Enix                                                    | Chunsoft                                                                               |
| Dragon Warrior III                                                                                           | Mars 1992                                | ej utgivet        | ej utgivet        | Enix                                                    | Chunsoft                                                                               |
| Dragon Warrior IV                                                                                            | Oktober 1992                             | ej utgivet        | ej utgivet        | Enix                                                    | Chunsoft                                                                               |
| Dragon's Lair                                                                                                | December 1990                            | 3 januari 1992    | 3 januari 1992    | Sony Imagesoft (NA) Elite Systems (EU)                  | MotiveTime                                                                             |
| Dropzone | ej utgivet                               | 1992              | ej utgivet        | Mindscape                                               | Arena Graphics                                                                         |
| Duck Hunt | 18 oktober 1985                          | 15 augusti 1987   | 15 augusti 1987   | Nintendo                                                | Nintendo Research & Development 1                                                      |
| DuckTales | September 1989                           | 14 december 1990  | 14 december 1990  | Capcom                                                  | Capcom                                                                                 |
| DuckTales 2                                                                                                  | Juni 1993                                | 18 november 1993  | 18 november 1993  | Capcom                                                  | Make Software                                                                          |
| Dungeon Magic: Sword of the Elements                                                                         | Juli 1990                                | ej utgivet        | ej utgivet        | Taito                                                   | Natsume                                                                                |
| Dusty Diamond's All-Star Softball                                                                            | Juli 1990                                | ej utgivet        | ej utgivet        | Brøderbund                                              | TOSE                                                                                   |
| Dynowarz: Destruction of Spondylus                                                                           | April 1990                               | ej utgivet        | ej utgivet        | Bandai                                                  | Advance Communication Company                                                          |
| Elevator Action                                                                                              | Augusti 1987                             | ej utgivet        | ej utgivet Taito  | Micronics                                               |                                                                                        |
| Eliminator Boat Duel                                                                                         | November 1991                            | 29 april 1993     | 29 april 1993     | Electro Brain                                           | Sculptured Software; Radioactive Software                                              |
| Elite | ej utgivet                               | 1991              | ej utgivet        | Imagineer                                               | David BrabenIan Bell                                                                   |
| Excitebike                                                                                                   | 18 oktober 1985                          | 1 september 1986  | 1 september 1986  | Nintendo                                                | Nintendo Research & Development 1                                                      |
| F-117A Stealth Fighter                                                                                       | December 1992                            | ej utgivet        | ej utgivet        | MicroProse                                              | MicroProse                                                                             |
| F-15 Strike Eagle                                                                                            | Februari 1992                            | 18 februari 1993  | 18 februari 1993  | MicroProse                                              | MicroProse                                                                             |
| Family Feud                                                                                                  | Maj 1991                                 | ej utgivet        | ej utgivet        | GameTek                                                 |                                                                                        |
| Faria: A World of Mystery and Danger                                                                         | Juni 1991                                | ej utgivet        | ej utgivet        | ASCII                                                   | Game Arts                                                                              |
| Faxanadu | Augusti 1989                             | 28 december 1990  | 28 december 1990  | Nintendo                                                | Hudson Soft                                                                            |
| Felix the Cat                                                                                                | Oktober 1992                             | ej utgivet        | ej utgivet        | Hudson Soft                                             | Shimada Kikaku                                                                         |
| Ferrari Grand Prix Challenge                                                                                 | Juni 1992                                | June 1992         | ej utgivet        | Acclaim                                                 | System 3                                                                               |
| Fester's Quest                                                                                               | September 1989                           | 14 september 1990 | 14 september 1990 | Sunsoft                                                 | Sunsoft                                                                                |
| Final Fantasy                                                                                                | Maj 1990                                 | ej utgivet        | ej utgivet        | Nintendo                                                | Square                                                                                 |
| Fisher-Price: Firehouse Rescue                                                                               | Mars 1992                                | ej utgivet        | ej utgivet        | GameTek                                                 | Davidson Associates                                                                    |
| Fisher-Price: I Can Remember                                                                                 | Mars 1990                                | ej utgivet        | ej utgivet        | GameTek                                                 | Davidson Associates                                                                    |
| Fisher-Price: Perfect Fit                                                                                    | Mars 1990                                | ej utgivet        | ej utgivet        | GameTek                                                 | Davidson Associates                                                                    |
| Fist of the North Star                                                                                       | April 1989                               | ej utgivet        | ej utgivet        | Taxan                                                   | Shouei System                                                                          |
| Flight of the Intruder                                                                                       | Maj 1991                                 | ej utgivet        | ej utgivet        | Mindscape                                               | Imagineering                                                                           |
| Flintstones - The Rescue of Dino & Hoppy, The                                                                | December 1991                            | 30 april 1992     | 30 april 1992     | Taito (NA/EU) Mattel (AU)                               | Taito/SOL                                                                              |
| Flintstones - The Surprise at Dinosaur Peak, The                                                             | Augusti 1994                             | 24 februari 1994  | 24 februari 1994  | Taito                                                   | Taito/SOL                                                                              |
| Flying Dragon: The Secret Scroll                                                                             | Augusti 1989                             | ej utgivet        | ej utgivet        | Culture Brain                                           | Culture Brain                                                                          |
| Flying Warriors                                                                                              | Februari 1991                            | ej utgivet        | ej utgivet        | Culture Brain                                           | Culture Brain                                                                          |
| Formula One: Built to Win                                                                                    | November 1990                            | ej utgivet        | ej utgivet        | SETA                                                    | Winkysoft                                                                              |
| Formula One Sensation                                                                                        | ej utgivet                               | 1993              | ej utgivet        | Palcom                                                  | Konami                                                                                 |
| Frankenstein: The Monster Returns                                                                            | Juli 1991                                | ej utgivet        | ej utgivet        | Bandai                                                  | TOSE                                                                                   |
| Freedom Force                                                                                                | April 1988                               | ej utgivet        | ej utgivet        | Sunsoft                                                 | Sunsoft                                                                                |
| Friday the 13th                                                                                              | Februari 1989                            | ej utgivet        | ej utgivet        | LJN                                                     | Atlus                                                                                  |
| Fun House | Januari 1991                             | ej utgivet        | ej utgivet        | Hi Tech Expressions                                     | Realtime Associates                                                                    |
| G.I. Joe: A Real American Hero                                                                               | Januari 1991                             | ej utgivet        | ej utgivet        | Taxan                                                   | KID                                                                                    |
| GI Joe: The Atlantis Factor                                                                                  | Mars 1992                                | ej utgivet        | ej utgivet        | Capcom                                                  | KID                                                                                    |
| Galaga | September 1988                           | 1988              | ej utgivet        | Bandai                                                  | Namco                                                                                  |
| Galaxy 5000                                                                                                  | Februari 1991                            | Februari 1991     | ej utgivet        | Activision                                              | Activision                                                                             |
| Gargoyle's Quest II - The Demon Darkness                                                                     | Oktober 1992                             | 17 juni 1993      | 17 juni 1993      | Capcom                                                  | Capcom                                                                                 |
| Gauntlet | Juli 1988                                | ej utgivet        | ej utgivet        | Tengen                                                  | Tengen                                                                                 |
| Gauntlet II                                                                                                  | September 1990                           | 25 april 1991     | 25 april 1991     | Mindscape                                               | Tengen                                                                                 |
| Gemfire | Mars 1992                                | ej utgivet        | ej utgivet        | Koei                                                    | Koei                                                                                   |
| Genghis Khan                                                                                                 | Januari 1990                             | ej utgivet        | ej utgivet        | Koei                                                    | Koei                                                                                   |
| George Foreman's KO Boxing                                                                                   | December 1992                            | December 1992     | ej utgivet        | Acclaim                                                 | Beam Software                                                                          |
| Ghostbusters                                                                                                 | Oktober 1988                             | ej utgivet        | ej utgivet        | Activision                                              | Bits                                                                                   |
| Ghostbusters II                                                                                              | April 1990                               | 7 december 1990   | 7 december 1990   | Activision                                              | Imagineering                                                                           |
| Ghost Lion                                                                                                   | Oktober 1992                             | ej utgivet        | ej utgivet        | Kemco                                                   | Kemco                                                                                  |
| Ghosts'n Goblins                                                                                             | November 1986                            | 23 mars 1989      | 23 mars 1989      | Capcom                                                  | Micronics                                                                              |
| Ghoul School                                                                                                 | Mars 1992                                | ej utgivet        | ej utgivet        | Electro Brain                                           | Imagineering                                                                           |
| Goal! | Oktober 1989                             | 24 mars 1994      | 24 mars 1994      | Jaleco                                                  | TOSE                                                                                   |
| Goal! Two | November 1992                            | 1992              | ej utgivet        | Jaleco                                                  | TOSE                                                                                   |
| Godzilla: Monster of Monsters                                                                                | Oktober 1989                             | 1991              | ej utgivet        | Toho                                                    | Compile                                                                                |
| Godzilla 2: War of the Monsters                                                                              | Februari 1992                            | ej utgivet        | ej utgivet        | Toho                                                    |                                                                                        |
| Golf | 18 oktober 1985                          | 15 november 1986  | 15 november 1986  | Nintendo                                                |                                                                                        |
| Golf Grand Slam                                                                                              | November 1991                            | ej utgivet        | ej utgivet        | Atlus                                                   | TOSE                                                                                   |
| Golgo 13: Top Secret Episode                                                                                 | September 1988                           | ej utgivet        | ej utgivet        | Vic Tokai                                               | Vic Tokai                                                                              |
| Goonies II, The                                                                                              | November 1987                            | 19 december 1988  | 19 december 1988  | Konami                                                  | Konami                                                                                 |
| Gotcha! The Sport!                                                                                           | November 1987                            | ej utgivet        | ej utgivet        | LJN                                                     | Atlus                                                                                  |
| Gradius | December 1986                            | 30 november 1988  | 30 november 1988  | Konami                                                  | Konami                                                                                 |
| The Great Waldo Search                                                                                       | December 1992                            | ej utgivet        | ej utgivet        | THQ                                                     | Radiance                                                                               |
| Greg Norman's Golf Power                                                                                     | Juli 1992                                | ej utgivet        | ej utgivet        | Virgin                                                  | Gremlin Interactive                                                                    |
| Gremlins 2 - The New Batch                                                                                   | Oktober 1990                             | 21 februari 1991  | 21 februari 1991  | Sunsoft                                                 | Sunsoft                                                                                |
| Guardian Legend, The                                                                                         | April 1989                               | 20 februari 1992  | 20 februari 1992  | Brøderbund (NA) Nintendo (EU)                           | Compile                                                                                |
| Guerrilla War                                                                                                | Juni 1989                                | ej utgivet        | ej utgivet        | SNK                                                     | SNK                                                                                    |
| Gumshoe | Augusti 1986                             | 15 juni 1988      | 15 juni 1988      | Nintendo                                                | Nintendo Research & Development 1                                                      |
| Gun-Nac | September 1991                           | ej utgivet        | ej utgivet        | ASCII                                                   | Compile                                                                                |
| Gun.Smoke | Februari 1988                            | 23 december 1988  | 23 februari 1989  | Capcom                                                  | Capcom                                                                                 |
| Gyromite | 18 oktober 1985                          | 1 september 1986  | ej utgivet        | Nintendo                                                | Nintendo Research & Development 1                                                      |
| Gyruss | Februari 1989                            | ej utgivet        | ej utgivet        | Ultra Games                                             | Konami                                                                                 |
| Hammerin' Harry                                                                                              | ej utgivet                               | 1992              | 23 juni 1994      | Irem                                                    | Irem                                                                                   |
| Harlem Globetrotters                                                                                         | Mars 1991                                | ej utgivet        | ej utgivet        | GameTek                                                 | Softie                                                                                 |
| Hatris | April 1992                               | ej utgivet        | ej utgivet        | Bullet-Proof Software                                   | Bullet-Proof Software                                                                  |
| Heavy Barrel                                                                                                 | Mars 1990                                | ej utgivet        | ej utgivet        | Data East                                               | Data East                                                                              |
| Heavy Shreddin'                                                                                              | Juni 1990                                | 1990              | ej utgivet        | Parker Brothers                                         | Imagineering                                                                           |
| High Speed                                                                                                   | Juli 1991                                | 28 april 1994     | 28 april 1994     | Tradewest                                               | Rare                                                                                   |
| Hogan's Alley                                                                                                | 18 oktober 1985                          | 15 december 1987  | 15 december 1988  | Nintendo                                                | Nintendo Research & Development 1;Intelligent Systems                                  |
| Hollywood Squares                                                                                            | September 1989                           | ej utgivet        | ej utgivet        | GameTek                                                 | Milton Bradley Company                                                                 |
| Home Alone                                                                                                   | Oktober 1991                             | ej utgivet        | ej utgivet        | THQ                                                     | Bethesda Softworks                                                                     |
| Home Alone 2: Lost in New York                                                                               | Oktober 1992                             | 1992              | ej utgivet        | THQ                                                     | Imagineering                                                                           |
| Hook | April 1992                               | 1992              | ej utgivet        | Sony Imagesoft (NA) Ocean Software (EU)                 | Ocean Software                                                                         |
| Hoops | Juni 1989                                | ej utgivet        | ej utgivet        | Jaleco                                                  | Aicom                                                                                  |
| Hudson Hawk                                                                                                  | Februari 1992                            | 1992              | ej utgivet        | Sony Imagesoft (NA) Ocean Software (EU)                 | Special FX                                                                             |
| The Hunt for Red October                                                                                     | Januari 1991                             | 1992              | ej utgivet        | Hi Tech Expressions                                     | Beam Software                                                                          |
| Hydlide | Juni 1989                                | ej utgivet        | ej utgivet        | FCI                                                     | T&E Soft                                                                               |
| Ice Climber                                                                                                  | 18 oktober 1985                          | 1 september 1986  | 1 september 1986  | Nintendo                                                | Nintendo Research & Development 1                                                      |
| Ice Hockey                                                                                                   | Mars 1988                                | 15 april 1988     | 15 april 1988     | Nintendo                                                | Nintendo Research & Development 2                                                      |
| Ikari Warriors                                                                                               | Maj 1987                                 | 10 augusti 1989   | 10 augusti 1989   | SNK                                                     | Micronics                                                                              |
| Ikari Warriors II: Victory Road                                                                              | April 1988                               | ej utgivet        | ej utgivet        | SNK                                                     | Micronics                                                                              |
| Ikari Warriors III: The Rescue                                                                               | Februari 1991                            | ej utgivet        | ej utgivet        | SNK                                                     | SNK                                                                                    |
| Image Fight                                                                                                  | Juni 1990                                | ej utgivet        | ej utgivet        | Irem                                                    | Irem                                                                                   |
| The Immortal                                                                                                 | November 1990                            | ej utgivet        | ej utgivet        | Electronic Arts                                         | Sandcastle                                                                             |
| Incredible Crash Test Dummies, The                                                                           | Augusti 1994                             | 21 oktober 1993   | 21 oktober 1993   | LJN                                                     | Gray Matter Interactive                                                                |
| Indiana Jones and the Last Crusade                                                                           | Mars 1991                                | ej utgivet        | ej utgivet        | Taito                                                   | Software Creations                                                                     |
| Indiana Jones and the Last Crusade (NA) Indy (EU)                                                            | December 1993                            | 1993              | ej utgivet        | Ubisoft                                                 | Tiertex Design Studios                                                                 |
| Indiana Jones and the Temple of Doom                                                                         | December 1988                            | ej utgivet        | ej utgivet        | Mindscape                                               | Tengen                                                                                 |
| Infiltrator                                                                                                  | Januari 1990                             | ej utgivet        | ej utgivet        | Mindscape                                               | Chris Gray                                                                             |
| International Cricket                                                                                        | ej utgivet                               | 1992              | ej utgivet        | Mattel                                                  | Beam Software                                                                          |
| Iron Tank | Juli 1988                                | ej utgivet        | ej utgivet        | SNK                                                     | SNK                                                                                    |
| Ironsword: Wizards & Warriors II                                                                             | December 1989                            | 27 mars 1991      | 27 mars 1991      | Acclaim                                                 | Zippo Games                                                                            |
| Isolated Warrior                                                                                             | Februari 1991                            | 1991              | ej utgivet        | NTVIC                                                   | KID                                                                                    |
| Ivan 'Ironman' Stewart's Off Road                                                                            | April 1990                               | 14 mars 1991      | 14 mars 1991      | Tradewest                                               | Rare                                                                                   |
| Jack Nicklaus' Greatest 18 Holes of Major Championship Golf                                                  | Mars 1990                                | 27 juni 1991      | 27 juni 1991      | Konami                                                  | Sculptured Software                                                                    |
| Jackal | September 1988                           | 1 januari 1989    | ej utgivet        | Konami                                                  | Konami                                                                                 |
| Jackie Chan's Action Kung Fu                                                                                 | December 1990                            | 1991              | ej utgivet        | Hudson Soft                                             | Now Production                                                                         |
| James Bond Jr.                                                                                               | November 1992                            | 1992              | ej utgivet        | THQ                                                     | Eurocom                                                                                |
| Jaws | November 1987                            | ej utgivet        | ej utgivet        | LJN                                                     | Atlus                                                                                  |
| Jeopardy! | September 1988                           | ej utgivet        | ej utgivet        | GameTek                                                 | Rare                                                                                   |
| Jeopardy! 25th Anniversary Edition                                                                           | Juni 1990                                | ej utgivet        | ej utgivet        | GameTek                                                 | Rare                                                                                   |
| Jeopardy! Junior Edition                                                                                     | Oktober 1989                             | ej utgivet        | ej utgivet        | GameTek                                                 | Rare                                                                                   |
| Jetsons - Cogwell's Caper!, The                                                                              | December 1992                            | 26 augusti 1993   | 26 augusti 1993   | Taito                                                   | Natsume                                                                                |
| Jimmy Connors Tennis                                                                                         | November 1993                            | ej utgivet        | ej utgivet        | Ubisoft                                                 | NMS Software                                                                           |
| Joe & Mac (NA) Joe & Mac - Caveman Ninja (EU)                                                                | December 1992                            | 1992              | 1992              | Data East (NA) Elite Systems (EU)                       | Elite Systems                                                                          |
| John Elway's Quarterback                                                                                     | Mars 1989                                | ej utgivet        | ej utgivet        | Tradewest                                               | Leland Corporation                                                                     |
| Jordan vs. Bird: One on One                                                                                  | Augusti 1989                             | ej utgivet        | ej utgivet        | Milton Bradley Company                                  | Milton Bradley Company                                                                 |
| Journey to Silius                                                                                            | September 1990                           | 21 februari 1991  | 21 februari 1991  | Sunsoft                                                 | Sunsoft                                                                                |
| Joust | Oktober 1988                             | ej utgivet        | ej utgivet        | HAL                                                     | HAL Laboratory                                                                         |
| Jungle Book, The                                                                                             | Augusti 1994                             | 25 augusti 1994   | 25 augusti 1994\| | Virgin                                                  | Eurocom; Virgin Interactive                                                            |
| Jurassic Park                                                                                                | Juni 1993                                | 28 december 1993  | 28 december 1993  | Ocean Software                                          | Ocean Software                                                                         |
| Kabuki - Quantum Fighter                                                                                     | Januari 1991                             | 20 februari 1992  | 20 februari 1992  | HAL                                                     | Human Entertainment                                                                    |
| Karate Champ                                                                                                 | December 1986                            | ej utgivet        | ej utgivet        | Data East                                               | Data East; Sakata SAS                                                                  |
| The Karate Kid                                                                                               | November 1987                            | ej utgivet        | ej utgivet        | LJN                                                     | Atlus                                                                                  |
| Karnov | Januari 1988                             | ej utgivet        | ej utgivet        | Data East                                               | Data East; Sakata SAS                                                                  |
| Kick Master                                                                                                  | Januari 1992                             | ej utgivet        | ej utgivet        | Taito                                                   | KID                                                                                    |
| Kick Off | ej utgivet                               | 22 juli 1992      | 22 juli 1992      | Imagineer                                               | Dino Dini                                                                              |
| Kickle Cubicle                                                                                               | September 1990                           | 1990              | ej utgivet        | Irem                                                    | Irem                                                                                   |
| Kid Icarus                                                                                                   | Juli 1987                                | 15 februari 1988  | 15 februari 1988  | Nintendo                                                | Nintendo Research & Development 1; TOSE                                                |
| Kid Klown in Night Mayor World                                                                               | April 1993                               | ej utgivet        | ej utgivet        | Kemco                                                   | Kemco                                                                                  |
| Kid Kool | Mars 1990                                | ej utgivet        | ej utgivet        | Vic Tokai                                               | Vic Tokai                                                                              |
| Kid Niki: Radical Ninja                                                                                      | November 1987                            | ej utgivet        | ej utgivet        | Data East                                               | TOSE                                                                                   |
| King's Knight                                                                                                | September 1989                           | ej utgivet        | ej utgivet        | Square                                                  | Workss                                                                                 |
| Kings of the Beach                                                                                           | Januari 1990                             | ej utgivet        | ej utgivet        | Ultra Games                                             | Konami                                                                                 |
| King's Quest V: Absence Makes the Heart Go Yonder!                                                           | Juni 1992                                | ej utgivet        | ej utgivet        | Konami                                                  | Novotrade                                                                              |
| Kirby's Adventure                                                                                            | Maj 1993                                 | 9 december 1993   | 9 december 1993   | Nintendo                                                | HAL                                                                                    |
| KlashBall | Juli 1991                                | ej utgivet        | ej utgivet        | SOFEL                                                   | The Bitmap Brothers                                                                    |
| Knight Rider                                                                                                 | December 1989                            | 27 juli 1990      | 27 juli 1990      | Acclaim                                                 | Pack-In-Video                                                                          |
| Konami Hyper Soccer                                                                                          | ej utgivet                               | 1992              | ej utgivet        | Konami                                                  | Konami                                                                                 |
| The Krion Conquest                                                                                           | Januari 1991                             | ej utgivet        | ej utgivet        | Vic Tokai                                               | Vic Tokai                                                                              |
| Krusty's Fun House                                                                                           | September 1992                           | 1992              | ej utgivet        | Acclaim                                                 | Fox Williams and Audiogenic                                                            |
| Kung Fu | 18 oktober 1985                          | 15 april 1987     | 15 april 1987     | Nintendo                                                | Nintendo Research & Development 1                                                      |
| Kung-Fu Heroes                                                                                               | Mars 1989                                | ej utgivet        | ej utgivet        | Culture Brain                                           | Culture Brain                                                                          |
| Laser Invasion                                                                                               | Juni 1991                                | ej utgivet        | ej utgivet        | Konami                                                  | Konami                                                                                 |
| Last Action Hero                                                                                             | Oktober 1993                             | ej utgivet        | ej utgivet        | Sony Imagesoft                                          | Teeny Weeny Games                                                                      |
| The Last Ninja                                                                                               | Februari 1991                            | ej utgivet        | ej utgivet        | Jaleco                                                  | System 3                                                                               |
| The Last Starfighter                                                                                         | Juni 1990                                | ej utgivet        | ej utgivet        | Mindscape                                               | Andrew Braybrook                                                                       |
| Lee Trevino's Fighting Golf                                                                                  | September 1988                           | 18 maj 1990       | 18 maj 1990       | SNK                                                     | SNK                                                                                    |
| Legacy of the Wizard                                                                                         | April 1989                               | ej utgivet        | ej utgivet        | Brøderbund                                              | Nihon Falcom                                                                           |
| The Legend of Kage                                                                                           | Augusti 1987                             | ej utgivet        | ej utgivet        | Taito                                                   | Taito                                                                                  |
| The Legend of Prince Valiant                                                                                 | ej utgivet                               | 1992              | ej utgivet        | Ocean Software                                          | King Features Syndicate                                                                |
| Legend of Zelda, The                                                                                         | 22 augusti 1987                          | 15 november 1987  | 15 november 1987  | Nintendo                                                | Nintendo Research & Development 4                                                      |
| Legendary Wings                                                                                              | Juli 1988                                | ej utgivet        | ej utgivet        | Capcom                                                  | Capcom                                                                                 |
| Legends of the Diamond                                                                                       | Januari 1992                             | ej utgivet        | ej utgivet        | Bandai                                                  | TOSE                                                                                   |
| Lemmings | November 1992                            | 19 maj 1993       | 19 maj 1993       | Sunsoft                                                 | DMA Design                                                                             |
| L'Empereur                                                                                                   | November 1991                            | ej utgivet        | ej utgivet        | Koei                                                    | Koei                                                                                   |
| Les Chevaliers du Zodiaque: La Légende d'or                                                                  | ej utgivet                               | 1987              | ej utgivet        | Bandai                                                  | TOSE                                                                                   |
| Lethal Weapon                                                                                                | April 1993                               | 1993              | ej utgivet        | Ocean Software                                          | Eurocom                                                                                |
| Life Force (NA) Lifeforce (EU)                                                                               | Augusti 1988                             | 23 november 1989  | 22 november 1989  | Konami                                                  | Konami                                                                                 |
| Lion King, The                                                                                               | ej utgivet                               | 25 maj 1995       | 25 maj 1995       | Virgin                                                  | Westwood Studios                                                                       |
| Little League Baseball: Championship Series                                                                  | Juli 1990                                | ej utgivet        | ej utgivet        | SNK                                                     | SNK                                                                                    |
| Little Nemo - The Dream Master                                                                               | September 1990                           | 12 december 1991  | 12 december 1991  | Capcom (NA) Nintendo (EU)                               | Capcom                                                                                 |
| Little Ninja Brothers                                                                                        | December 1990                            | 1991              | ej utgivet        | Culture Brain                                           | Culture Brain                                                                          |
| Little Samson                                                                                                | November 1992                            | 18 mars 1993      | 18 mars 1993      | Taito                                                   | Takeru                                                                                 |
| Lode Runner                                                                                                  | September 1987                           | ej utgivet        | ej utgivet        | Brøderbund                                              | Hudson Soft                                                                            |
| The Lone Ranger                                                                                              | Augusti 1991                             | ej utgivet        | ej utgivet        | Konami                                                  | Konami                                                                                 |
| Loopz | Oktober 1990                             | ej utgivet        | ej utgivet        | Mindscape                                               | Audiogenic; Milestone S.r.l.                                                           |
| Low G Man: The Low Gravity Man                                                                               | September 1990                           | September 1990    | ej utgivet        | Taxan                                                   | KID                                                                                    |
| Lunar Pool                                                                                                   | Oktober 1987                             | 1987              | ej utgivet        | FCI                                                     | Compile                                                                                |
| M.C. Kids (NA) McDonaldland (EU)                                                                             | Februari 1992                            | 19 maj 1993       | 19 maj 1993       | Virgin (NA) Ocean Software (EU)                         | Virgin Interactive                                                                     |
| M.U.L.E. | September 1990                           | ej utgivet        | ej utgivet        | Mindscape                                               | Eastridge Technology                                                                   |
| M.U.S.C.L.E.                                                                                                 | 29 oktober 1986                          | ej utgivet        | ej utgivet        | Bandai                                                  | TOSE                                                                                   |
| Mach Rider                                                                                                   | Augusti 1986                             | 15 mars 1987      | 15 mars 1987      | Nintendo                                                | Nintendo Research & Development 2; HAL Laboratory                                      |
| Mad Max | Juli 1990                                | ej utgivet        | ej utgivet        | Mindscape                                               | Mindscape                                                                              |
| The Mafat Conspiracy                                                                                         | Juni 1990                                | ej utgivet        | ej utgivet        | Vic Tokai                                               | Aicom                                                                                  |
| Magic Darts                                                                                                  | September 1991                           | ej utgivet        | ej utgivet        | Romstar                                                 | Romstar; Make Software                                                                 |
| Magic Johnson's Fast Break                                                                                   | Mars 1990                                | ej utgivet        | ej utgivet        | Tradewest                                               | Arcadia Systems                                                                        |
| The Magic of Scheherazade                                                                                    | December 1989                            | ej utgivet        | ej utgivet        | Culture Brain                                           | Culture Brain                                                                          |
| Magician | Mars 1990                                | ej utgivet        | ej utgivet        | Taxan                                                   | Eurocom                                                                                |
| MagMax | Oktober 1988                             | ej utgivet        | ej utgivet        | FCI                                                     | Nihon Bussan                                                                           |
| Major League Baseball                                                                                        | April 1988                               | ej utgivet        | ej utgivet        | LJN                                                     | Atlus                                                                                  |
| Maniac Mansion                                                                                               | September 1990                           | 22 oktober 1992   | 22 oktober 1992   | Jaleco                                                  | Lucasfilm Games                                                                        |
| Mappy-Land                                                                                                   | April 1989                               | ej utgivet        | ej utgivet        | Taxan                                                   | TOSE                                                                                   |
| Marble Madness                                                                                               | Mars 1989                                | 1989              | ej utgivet        | Milton Bradley Company                                  | Tengen                                                                                 |
| Mario Bros.                                                                                                  | Juni 1986                                | 1 september 1986  | 1 september 1986  | Nintendo                                                | Nintendo Research & Development 1                                                      |
| Mario Bros. (Classic Series)                                                                                 | ej utgivet                               | 1993              | ej utgivet        | Nintendo                                                | Nintendo Research & Development 1                                                      |
| Mario Is Missing!                                                                                            | Juli 1993                                | 1994              | ej utgivet        | Mindscape                                               | Radical Entertainment                                                                  |
| Mario's Time Machine                                                                                         | Juni 1994                                | ej utgivet        | ej utgivet        | Mindscape                                               | Radical Entertainment                                                                  |
| Mechanized Attack                                                                                            | Juni 1990                                | ej utgivet        | ej utgivet        | SNK                                                     | SNK                                                                                    |
| Mega Man | December 1987                            | 13 december 1989  | 13 december 1989  | Capcom                                                  | Capcom                                                                                 |
| Mega Man II                                                                                                  | Juni 1989                                | 14 december 1990  | 14 december 1990  | Capcom                                                  | Capcom                                                                                 |
| Mega Man III                                                                                                 | November 1990                            | 20 februari 1992  | 20 februari 1992  | Capcom (NA) Nintendo (EU)                               | Capcom                                                                                 |
| Mega Man IV                                                                                                  | Januari 1992                             | 21 januari 1993   | 21 januari 1993   | Capcom (NA) Nintendo (EU)                               | Capcom                                                                                 |
| Mega Man V                                                                                                   | December 1992                            | 18 november 1993  | 18 januari 1993   | Capcom (NA) Nintendo (EU)                               | Capcom                                                                                 |
| Mega Man 6                                                                                                   | Mars 1994                                | ej utgivet        | ej utgivet        | Nintendo                                                | Capcom                                                                                 |
| Mendel Palace                                                                                                | Oktober 1990                             | ej utgivet        | ej utgivet        | Hudson Soft                                             | Game Freak                                                                             |
| Metal Gear                                                                                                   | Juni 1988                                | 1988              | 13 december 1989  | Ultra Games (NA) Konami (EU)                            | Konami                                                                                 |
| Metal Mech                                                                                                   | Mars 1991                                | ej utgivet        | ej utgivet        | Jaleco                                                  | Sculptured Software                                                                    |
| Metal Storm                                                                                                  | Februari 1991                            | ej utgivet        | ej utgivet        | Irem                                                    | Tamtex                                                                                 |
| Metroid | Augusti 1987                             | 15 januari 1988   | 15 januari 1988   | Nintendo                                                | Nintendo Research & Development 1; Intelligent Systems                                 |
| Michael Andretti's World GP                                                                                  | Juni 1990                                | ej utgivet        | ej utgivet        | American Sammy                                          | Human Entertainment                                                                    |
| Mickey Mousecapade                                                                                           | Oktober 1988                             | ej utgivet        | ej utgivet        | Capcom                                                  | Hudson Soft                                                                            |
| Mickey's Adventures in Numberland                                                                            | Mars 1994                                | ej utgivet        | ej utgivet        | Hi Tech Expressions                                     | Beam Software                                                                          |
| Mickey's Safari in Letterland                                                                                | Mars 1993                                | ej utgivet        | ej utgivet        | Hi Tech Expressions                                     | Beam Software                                                                          |
| Might and Magic Book One: The Secret of the Inner Sanctum                                                    | Augusti 1992                             | ej utgivet        | ej utgivet        | American Sammy                                          | New World Computing                                                                    |
| Mighty Bomb Jack                                                                                             | Juli 1987                                | 1987              | ej utgivet        | Tecmo                                                   | Tecmo                                                                                  |
| Mighty Final Fight                                                                                           | Juli 1993                                | 1993              | ej utgivet        | Capcom                                                  | Capcom                                                                                 |
| Mike Tyson's Punch-Out!!                                                                                     | Oktober 1987                             | 15 december 1987  | 15 december 1987  | Nintendo                                                | Nintendo Research & Development 3                                                      |
| Millipede | Oktober 1988                             | ej utgivet        | ej utgivet        | HAL                                                     | HAL Laboratory                                                                         |
| Milon's Secret Castle                                                                                        | September 1988                           | ej utgivet        | ej utgivet        | Hudson Soft                                             | Hudson Soft                                                                            |
| The Miracle Piano Teaching System                                                                            | 1990                                     | 1990              | ej utgivet        | Mindscape                                               | Mindscape                                                                              |
| Mission: Impossible                                                                                          | September 1990                           | 28 november 1991  | 28 november 1991  | Ultra Games                                             | Konami                                                                                 |
| Monopoly | Maj 1991                                 | ej utgivet        | ej utgivet        | Parker Brothers                                         | Sculptured Software                                                                    |
| Monster in My Pocket                                                                                         | Januari 1992                             | 1992              | ej utgivet        | Konami                                                  | Konami                                                                                 |
| Monster Party                                                                                                | Juni 1989                                | ej utgivet        | ej utgivet        | Bandai                                                  | Human Entertainment                                                                    |
| Monster Truck Rally                                                                                          | September 1991                           | ej utgivet        | ej utgivet        | INTV                                                    | Realtime Associates                                                                    |
| Motor City Patrol                                                                                            | Januari 1992                             | ej utgivet        | ej utgivet        | Matchbox                                                | Source Research & Development                                                          |
| Mr.Gimmick!                                                                                                  | ej utgivet                               | 19 maj 1993       | 15 maj 1993       | Sunsoft                                                 | Sunsoft                                                                                |
| Ms. Pac-Man                                                                                                  | November 1993                            | ej utgivet        | ej utgivet        | Namco                                                   | Now Production                                                                         |
| Muppet Adventure: Chaos at the Carnival                                                                      | November 1990                            | ej utgivet        | ej utgivet        | Hi Tech Expressions                                     | Mind's Eye                                                                             |
| The Mutant Virus: Crisis in a Computer World                                                                 | April 1992                               | ej utgivet        | ej utgivet        | American Softworks                                      | Rocket Science Games                                                                   |
| Mystery Quest                                                                                                | April 1989                               | ej utgivet        | ej utgivet        | Taxan                                                   | Carry Lab                                                                              |
| NARC | Augusti 1990                             | ej utgivet        | ej utgivet        | Acclaim                                                 | Rare                                                                                   |
| NES Open Tournament Golf                                                                                     | September 1991                           | 18 juni 1992      | 18 juni 1992      | Nintendo                                                | Nintendo Research & Development 2                                                      |
| NES Play Action Football                                                                                     | September 1990                           | ej utgivet        | ej utgivet        | Nintendo                                                | TOSE                                                                                   |
| New Ghostbusters II                                                                                          | ej utgivet                               | 1990              | ej utgivet        | HAL                                                     | HAL                                                                                    |
| Kiwi Kraze (NA) The NewZealand Story (EU/AU)                                                                 | Mars 1991                                | 1991              | ej utgivet        | Taito (NA) Ocean Software (EU/AU)                       | Software Creations                                                                     |
| NFL Football                                                                                                 | September 1989                           | ej utgivet        | ej utgivet        | LJN                                                     | Atlus                                                                                  |
| Nigel Mansell's World Championship Racing                                                                    | Oktober 1993                             | ej utgivet        | ej utgivet        | GameTek                                                 | Gremlin Graphics                                                                       |
| A Nightmare on Elm Street                                                                                    | Oktober 1990                             | ej utgivet        | ej utgivet        | LJN                                                     | Rare                                                                                   |
| Nightshade                                                                                                   | Januari 1992                             | ej utgivet        | ej utgivet        | Ultra Games                                             | Beam Software                                                                          |
| Ninja Crusaders                                                                                              | December 1990                            | ej utgivet        | ej utgivet        | American Sammy                                          | MK                                                                                     |
| Ninja Gaiden (NA) Shadow Warriors (EU)                                                                       | Mars 1989                                | 15 augusti 1991   | ej utgivet        | Tecmo                                                   | Tecmo                                                                                  |
| Ninja Gaiden II: The Dark Sword of Chaos (NA) Shadow Warriors: Episode II - The Dark Sword of Chaos (EU)     | Maj 1990                                 | 27 oktober 1994   | 27 oktober 1994   | Tecmo                                                   | Tecmo                                                                                  |
| Ninja Gaiden III: The Ancient Ship of Doom                                                                   | Augusti 1991                             | ej utgivet        | ej utgivet        | Tecmo                                                   | Tecmo                                                                                  |
| Ninja Kid | 29 oktober 1986                          | ej utgivet        | ej utgivet        | Bandai                                                  | TOSE                                                                                   |
| Nintendo Campus Challenge                                                                                    | 1991                                     | ej utgivet        | ej utgivet        | Nintendo                                                | Nintendo                                                                               |
| Nintendo World Championships                                                                                 | 1990                                     | ej utgivet        | ej utgivet        | Nintendo                                                | Nintendo                                                                               |
| Nintendo World Cup                                                                                           | December 1990                            | 27 juni 1991      | 27 juni 1991      | Nintendo                                                | Technōs Japan                                                                          |
| Noah's Ark                                                                                                   | ej utgivet                               | 1992              | ej utgivet        | Konami                                                  | Source Research & Development                                                          |
| Nobunaga's Ambition                                                                                          | Juni 1989                                | ej utgivet        | ej utgivet        | Koei                                                    | Koei                                                                                   |
| Nobunaga's Ambition II                                                                                       | April 1991                               | ej utgivet        | ej utgivet        | Koei                                                    | Koei                                                                                   |
| North & South                                                                                                | December 1990                            | 23 januari 1992   | 23 januari 1992   | Seika (NA) Infogrames (EU)                              | Infogrames                                                                             |
| Operation Wolf                                                                                               | Maj 1989                                 | 1992              | ej utgivet        | Taito                                                   | Taito                                                                                  |
| Orb-3D | Oktober 1990                             | ej utgivet        | ej utgivet        | Hi Tech Expressions                                     | Hi Tech Expressions; Software Toolworks; Mindscape                                     |
| Othello | December 1988                            | ej utgivet        | ej utgivet        | Acclaim                                                 | HAL Laboratory                                                                         |
| Over Horizon                                                                                                 | ej utgivet                               | 1991              | ej utgivet        | Hot-B                                                   | Hot B; Pixel                                                                           |
| Overlord | Januari 1993                             | ej utgivet        | ej utgivet        | Virgin                                                  | Probe Software                                                                         |
| P.O.W.: Prisoners of War                                                                                     | September 1989                           | 1989              | ej utgivet        | SNK                                                     | SNK                                                                                    |
| Pac-Man | November 1993                            | ej utgivet        | ej utgivet        | Namco                                                   | Namco                                                                                  |
| Pac-Man | Oktober 1988                             | ej utgivet        | ej utgivet        | Tengen                                                  | Namco                                                                                  |
| Palamedes | November 1990                            | ej utgivet        | ej utgivet        | Hot-B                                                   | Natsume                                                                                |
| Panic Restaurant                                                                                             | Augusti 1992                             | 26 maj 1994       | 26 maj 1994       | Taito                                                   | EIM Group                                                                              |
| Paperboy | December 1988                            | 26 oktober 1990   | 26 oktober 1990   | Mindscape                                               | Tengen                                                                                 |
| Paperboy 2                                                                                                   | April 1992                               | ej utgivet        | ej utgivet        | Mindscape                                               | Tengen                                                                                 |
| Parasol Stars: Rainbow Islands II                                                                            | ej utgivet                               | 1991              | ej utgivet        | Ocean Software                                          | Ocean Software                                                                         |
| Parodius | ej utgivet                               | 1992              | ej utgivet        | Palcom                                                  | Konami                                                                                 |
| Peter Pan and the Pirates                                                                                    | Januari 1991                             | ej utgivet        | ej utgivet        | THQ                                                     | Equilibrium                                                                            |
| Phantom Fighter                                                                                              | April 1990                               | ej utgivet        | ej utgivet        | FCI                                                     | Marionette                                                                             |
| Pictionary                                                                                                   | Juli 1990                                | ej utgivet        | ej utgivet        | LJN                                                     | Software Creations                                                                     |
| Pinball | 18 oktober 1985                          | 1 september 1986  | 1 september 1986  | Nintendo                                                | Nintendo Research & Development 1                                                      |
| Pinball Quest                                                                                                | Juni 1990                                | ej utgivet        | ej utgivet        | Jaleco                                                  | TOSE                                                                                   |
| Pin*Bot | April 1990                               | 1990              | ej utgivet        | Nintendo                                                | Rare                                                                                   |
| Pipe Dream                                                                                                   | September 1990                           | ej utgivet        | ej utgivet        | Bullet-Proof Software                                   | The Assembly Line                                                                      |
| Pirates! | Oktober 1991                             | ej utgivet        | ej utgivet        | Ultra Games                                             | MicroProse                                                                             |
| Platoon | December 1988                            | ej utgivet        | ej utgivet        | Sunsoft                                                 | Ocean Software                                                                         |
| Popeye | Juni 1986                                | 1 september 1986  | 1 september 1986  | Nintendo                                                | Nintendo Research & Development 1                                                      |
| Power Blade                                                                                                  | Mars 1991                                | 23 januari 1992   | 23 januari 1992   | Taito                                                   | Natsume                                                                                |
| Power Blade 2                                                                                                | Oktober 1992                             | ej utgivet        | ej utgivet        | Taito                                                   | Natsume                                                                                |
| Power Punch II                                                                                               | Juni 1992                                | ej utgivet        | ej utgivet        | American Softworks                                      | Beam Software                                                                          |
| Predator | April 1989                               | ej utgivet        | ej utgivet        | Activision                                              | Pack-In-Video                                                                          |
| Prince of Persia                                                                                             | November 1992                            | 29 april 1993     | 29 april 1993     | Virgin                                                  | Brøderbund                                                                             |
| Princess Tomato in the Salad Kingdom                                                                         | Februari 1991                            | ej utgivet        | ej utgivet        | Hudson Soft                                             | Hudson Soft                                                                            |
| Pro Sport Hockey                                                                                             | November 1993                            | ej utgivet        | ej utgivet        | Jaleco                                                  | TOSE                                                                                   |
| Pro Wrestling                                                                                                | Mars 1987                                | 15 september 1987 | 15 september 1987 | Nintendo                                                | Nintendo Research & Development 3                                                      |
| Punch-Out!!                                                                                                  | Augusti 1990                             | 1991              | 1991              | Nintendo                                                | Nintendo Research & Development 1; Nintendo Research & Development 3; Next Level Games |
| The Punisher                                                                                                 | November 1990                            | ej utgivet        | ej utgivet        | LJN                                                     | Beam Software                                                                          |
| Puss 'n Boots: Pero's Great Adventure                                                                        | Juni 1990                                | ej utgivet        | ej utgivet        | Electro Brain                                           | Shouei System                                                                          |
| Puzznic | November 1990                            | 25 april 1991     | 25 april 1991     | Taito                                                   | Taito                                                                                  |
| Q*bert | Februari 1989                            |                   | ej utgivet        | Ultra Games                                             | Konami                                                                                 |
| Qix | Januari 1991                             | ej utgivet        | ej utgivet        | Taito                                                   | Novotrade                                                                              |
| R.B.I. Baseball                                                                                              | Juni 1988                                | ej utgivet        | ej utgivet        | Tengen                                                  | Namco                                                                                  |
| R.C. Pro-Am                                                                                                  | Mars 1988                                | 15 april 1988     | 15 april 1988     | Nintendo                                                | Rare                                                                                   |
| R.C. Pro-Am II                                                                                               | December 1992                            | 23 september 1993 | 23 september 1993 | Tradewest                                               | Rare                                                                                   |
| Race America (NA) Corvette ZR-1 Challenge (EU)                                                               | Maj 1992                                 | 1990              | ej utgivet        | Absolute Entertainment (NA) Milton Bradley Company (EU) | Imagineering                                                                           |
| Racket Attack                                                                                                | Oktober 1988                             | 24 mars 1994      | 24 mars 1994      | Jaleco                                                  | TOSE                                                                                   |
| Rackets & Rivals                                                                                             | ej utgivet                               | 1993              | ej utgivet        | Palcom                                                  | Konami                                                                                 |
| Rad Racer | 1 oktober 1987                           | 15 januari 1988   | 15 januari 1988   | Nintendo                                                | Square                                                                                 |
| Rad Racer II                                                                                                 | Juni 1990                                | ej utgivet        | ej utgivet        | Square                                                  | Square                                                                                 |
| Raid on Bungeling Bay                                                                                        | September 1987                           | ej utgivet        | ej utgivet        | Brøderbund                                              | Hudson Soft                                                                            |
| Rainbow Islands                                                                                              | Juni 1991                                | ej utgivet        | ej utgivet        | Taito                                                   | Taito                                                                                  |
| Rainbow Islands: Bubble Bobble 2                                                                             | ej utgivet                               | ej utgivet        | 1991              | Ocean Software (EU)                                     | Taito                                                                                  |
| Rally Bike                                                                                                   | September 1990                           | ej utgivet        | ej utgivet        | Romstar                                                 | Toaplan                                                                                |
| Rambo | Maj 1988                                 | ej utgivet        | ej utgivet        | Acclaim                                                 | Pack-In-Video                                                                          |
| Rampage | December 1988                            | ej utgivet        | ej utgivet        | Data East                                               | Data East                                                                              |
| Rampart | Januari 1992                             | 1992              | ej utgivet        | Jaleco                                                  | Tengen                                                                                 |
| Remote Control                                                                                               | Maj 1990                                 | ej utgivet        | ej utgivet        | Hi Tech Expressions                                     |                                                                                        |
| The Ren & Stimpy Show: Buckaroo$!                                                                            | November 1993                            | ej utgivet        | ej utgivet        | THQ                                                     | Imagineering                                                                           |
| Renegade | Januari 1988                             | ej utgivet        | ej utgivet        | Taito                                                   | Technōs Japan                                                                          |
| Rescue: The Embassy Mission                                                                                  | Januari 1990                             | 27 mars 1991      | 27 mars 1991      | Seika (NA) Kemco (EU)                                   | Kemco                                                                                  |
| Ring King | September 1987                           | ej utgivet        | ej utgivet        | Data East                                               | Jastec; Neue Design                                                                    |
| River City Ransom (NA) Street Gangs (EU)                                                                     | Januari 1990                             | 1991              | 27 maj 1992       | Technōs Japan (NA) Infogrames (EU)                      | Technōs Japan                                                                          |
| Road Fighter                                                                                                 | data-sort-value="1 januari 1991" \| 1991 | 18 juni 1992      | Palcom            | Konami                                                  |                                                                                        |
| RoadBlasters                                                                                                 | Januari 1990                             | 1990              | ej utgivet        | Mindscape                                               | Tengen                                                                                 |
| Robin Hood: Prince of Thieves                                                                                | November 1991                            | 10 december 1992  | 10 december 1992  | Virgin                                                  | Sculptured Software; Bits Studios                                                      |
| RoboCop | December 1989                            | 25 april 1991     | 25 april 1991     | Data East (NA) Ocean Software (EU)                      | Data East; Sakata SAS                                                                  |
| RoboCop 2 | April 1991                               | 1991              | ej utgivet        | Data East (NA) Ocean Software (EU)                      | Ocean Software                                                                         |
| RoboCop 3 | Augusti 1992                             | 28 juli 1994      | 28 juli 1994      | Ocean Software                                          | Probe                                                                                  |
| Robo Warrior                                                                                                 | December 1988                            | 27 september 1989 | 27 september 1989 | Jaleco                                                  | Hudson Soft; Aicom                                                                     |
| Rock 'n' Ball                                                                                                | Januari 1990                             | ej utgivet        | ej utgivet        | NTVIC                                                   | KID                                                                                    |
| Rocket Ranger                                                                                                | Juni 1990                                | ej utgivet        | ej utgivet        | Seika                                                   | Cinemaware                                                                             |
| The Rocketeer                                                                                                | Maj 1991                                 | ej utgivet        | ej utgivet        | Bandai                                                  | Ironwind Software                                                                      |
| Rockin' Kats                                                                                                 | September 1991                           | 19 november 1992  | 19 november 1992  | Atlus                                                   | Atlus                                                                                  |
| Rod Land | ej utgivet                               | 1993              | ej utgivet        | Jaleco                                                  | Jaleco; The Sales Curve; Eurocom                                                       |
| Roger Clemens' MVP Baseball                                                                                  | Oktober 1991                             | ej utgivet        | ej utgivet        | LJN                                                     | Sculptured Software                                                                    |
| Rollerball                                                                                                   | Februari 1990                            | ej utgivet        | ej utgivet        | HAL                                                     | HAL Laboratory                                                                         |
| Rollerblade Racer                                                                                            | Februari 1993                            | ej utgivet        | ej utgivet        | Hi Tech Expressions                                     | Radiance                                                                               |
| Rollergames                                                                                                  | September 1990                           | 24 oktober 1991   | 24 oktober 1991   | Ultra Games                                             | Konami                                                                                 |
| Romance of the Three Kingdoms                                                                                | Oktober 1989                             | ej utgivet        | ej utgivet        | Koei                                                    | Koei                                                                                   |
| Romance of the Three Kingdoms II                                                                             | September 1991                           | ej utgivet        | ej utgivet        | Koei                                                    | Koei                                                                                   |
| Roundball: 2 on 2 Challenge                                                                                  | Maj 1992                                 | ej utgivet        | ej utgivet        | Mindscape                                               | Park Place Productions                                                                 |
| Rush'n Attack                                                                                                | April 1987                               | 1988              | 8 juni 1989       | Konami                                                  | Konami                                                                                 |
| Rygar | Juli 1987                                | 30 mars 1990      | 30 mars 1990      | Tecmo                                                   | Tecmo                                                                                  |
| S.C.A.T.: Special Cybernetic Attack Team (NA) Action In New York (EU)                                        | Juni 1991                                | 1992              | ej utgivet        | Natsume (NA) Imagineer (EU)                             | Natsume                                                                                |
| Section-Z | Juli 1987                                | 27 september 1989 | 27 september 1989 | Capcom                                                  | Capcom                                                                                 |
| Seicross | Oktober 1988                             | ej utgivet        | ej utgivet        | FCI                                                     | Nichibutsu                                                                             |
| Sesame Street: 1-2-3                                                                                         | Januari 1989                             | ej utgivet        | ej utgivet        | Hi Tech Expressions                                     | Rare                                                                                   |
| Sesame Street: A-B-C                                                                                         | September 1989                           | ej utgivet        | ej utgivet        | Hi Tech Expressions                                     | Hi Tech Expressions                                                                    |
| Sesame Street: A-B-C/1-2-3                                                                                   | November 1991                            | ej utgivet        | ej utgivet        | Hi Tech Expressions                                     | Hi Tech Expressions                                                                    |
| Sesame Street: Big Bird's Hide & Speak                                                                       | Oktober 1990                             | ej utgivet        | ej utgivet        | Hi Tech Expressions                                     | RSP Inc.                                                                               |
| Sesame Street: Countdown                                                                                     | Februari 1992                            | ej utgivet        | ej utgivet        | Hi Tech Expressions                                     |                                                                                        |
| Shadow of the Ninja (NA) Blue Shadow (EU)                                                                    | December 1990                            | 25 juli 1991      | 25 juli 1991      | Natsume (NA) Taito (EU)                                 | Natsume                                                                                |
| Shadowgate                                                                                                   | December 1989                            | 30 maj 1991       | 30 maj 1991       | Seika (NA) Kemco (EU)                                   | Kemco                                                                                  |
| Shatterhand                                                                                                  | December 1991                            | 19 november 1992  | 19 november 1992  | Jaleco                                                  | Natsume                                                                                |
| Shingen the Ruler                                                                                            | Juni 1990                                | ej utgivet        | ej utgivet        | Hot-B                                                   | Hot-B                                                                                  |
| Shooting Range                                                                                               | Juni 1989                                | ej utgivet        | ej utgivet        | Bandai                                                  | TOSE                                                                                   |
| Short Order / Eggsplode!                                                                                     | December 1989                            | ej utgivet        | ej utgivet        | Nintendo                                                | TOSE                                                                                   |
| Side Pocket                                                                                                  | 30 november 1987                         | 27 maj 1992       | 27 maj 1992       | Data East                                               | Data East                                                                              |
| Silent Service                                                                                               | December 1989                            | 23 november 1990  | 23 november 1990  | Ultra Games (NA) Konami (EU)                            | Rare                                                                                   |
| Silkworm | Juni 1990                                | ej utgivet        | ej utgivet        | American Sammy                                          | Tecmo                                                                                  |
| Silver Surfer                                                                                                | November 1990                            | ej utgivet        | ej utgivet        | Arcadia Systems                                         | Software Creations                                                                     |
| Simpsons - Bart vs. The Space Mutants, The                                                                   | Februari 1991                            | 12 december 1991  | 22 oktober 1992   | Acclaim                                                 | Imagineering                                                                           |
| Simpsons - Bart vs. The World, The                                                                           | December 1991                            | 22 oktober 1992   | 22 oktober 1992   | Acclaim                                                 | Imagineering                                                                           |
| The Simpsons: Bartman Meets Radioactive Man                                                                  | December 1992                            | 1992              | ej utgivet        | Acclaim                                                 | Imagineering                                                                           |
| Skate or Die!                                                                                                | December 1988                            | 17 augusti 1990   | 17 augusti 1990   | Ultra Games                                             | Konami                                                                                 |
| Skate or Die 2: The Search for Double Trouble                                                                | September 1990                           | ej utgivet        | ej utgivet        | Electronic Arts                                         | Electronic Arts                                                                        |
| Ski or Die                                                                                                   | Februari 1991                            | 24 oktober 1991   | 24 oktober 1991   | Ultra Games                                             | Konami                                                                                 |
| Sky Kid | September 1987                           | ej utgivet        | ej utgivet        | Sunsoft                                                 | Namco                                                                                  |
| Sky Shark | September 1989                           | ej utgivet        | ej utgivet        | Taito                                                   | Various                                                                                |
| Slalom | Mars 1987                                | 15 oktober 1987   | 15 oktober 1987   | Nintendo                                                | Rare                                                                                   |
| Smash TV | September 1991                           | 1991              | ej utgivet        | Acclaim                                                 | Beam Software                                                                          |
| The Smurfs                                                                                                   | ej utgivet                               | 1994              | ej utgivet        | Infogrames                                              | Bit Managers                                                                           |
| Snake Rattle N Roll                                                                                          | Juli 1990                                | ej utgivet        | 27 mars 1991      | Nintendo                                                | Rare                                                                                   |
| Snake's Revenge                                                                                              | April 1990                               | Mars 1991         | 26 mars 1992      | Ultra Games (NA) Konami (EU)                            | Konami                                                                                 |
| Snoopy's Silly Sports Spectacular                                                                            | April 1990                               | ej utgivet        | ej utgivet        | Kemco                                                   | Kemco                                                                                  |
| Snow Brothers                                                                                                | November 1991                            | 1991              | ej utgivet        | Capcom                                                  | SOL                                                                                    |
| Soccer | 18 oktober 1985                          | 15 januari 1987   | 15 januari 1987   | Nintendo                                                | Intelligent Systems                                                                    |
| Solar Jetman                                                                                                 | September 1990                           | 26 september 1991 | 26 september 1991 | Tradewest                                               | Zippo Games; Rare                                                                      |
| Solomon's Key                                                                                                | Juli 1987                                | 30 mars 1990      | 30 mars 1990      | Tecmo                                                   | Tecmo                                                                                  |
| Fire 'n Ice (NA) Solomon's Key 2 (EU)                                                                        | Mars 1993                                | 18 mars 1993      | 18 mars 1993      | Tecmo                                                   | Tecmo                                                                                  |
| Solstice | Juni 1990                                | 26 september 1991 | 26 september 1991 | Sony Imagesoft (NA) Nintendo (EU)                       | Software Creations                                                                     |
| Space Shuttle Project                                                                                        | November 1991                            | ej utgivet        | ej utgivet        | Absolute Entertainment                                  | Imagineering                                                                           |
| Spelunker | September 1987                           | ej utgivet        | ej utgivet        | Brøderbund                                              | Irem/TOSE                                                                              |
| Spider-Man: Return of the Sinister Six                                                                       | Oktober 1992                             | ej utgivet        | ej utgivet        | LJN                                                     | Bits Studios                                                                           |
| Spot: The Video Game                                                                                         | September 1990                           | ej utgivet        | ej utgivet        | Arcadia Systems                                         | Virgin Mastertronic                                                                    |
| Spy Hunter                                                                                                   | September 1987                           | ej utgivet        | ej utgivet        | Sunsoft                                                 | Sunsoft                                                                                |
| Spy vs. Spy                                                                                                  | Oktober 1988                             | 27 juli 1990      | 27 juli 1990      | Seika (NA) Kemco (EU)                                   | Kemco                                                                                  |
| Sqoon | September 1987                           | ej utgivet        | ej utgivet        | Irem                                                    | Home Data                                                                              |
| Stack-Up | 18 oktober 1985                          | September 1986    | ej utgivet        | Nintendo                                                | Nintendo Research & Development 1                                                      |
| Stadium Events                                                                                               | September 1987                           | 1988              | 23 februari 1990  | Bandai                                                  | Human Entertainment                                                                    |
| Stanley: The Search for Dr. Livingston                                                                       | Oktober 1992                             | ej utgivet        | ej utgivet        | Electro Brain                                           | Sculptured Software                                                                    |
| Star Force                                                                                                   | November 1987                            | 27 april 1990     | 27 april 1990     | Tecmo                                                   | Hudson Soft                                                                            |
| Star Soldier                                                                                                 | Januari 1989                             | ej utgivet        | ej utgivet        | Taxan                                                   | Hudson Soft                                                                            |
| Star Trek: 25th Anniversary                                                                                  | Februari 1992                            | 1992              | ej utgivet        | Ultra Games                                             | Interplay Entertainment                                                                |
| Star Trek: The Next Generation                                                                               | September 1993                           | ej utgivet        | ej utgivet        | Absolute Entertainment                                  | Imagineering                                                                           |
| Star Voyager                                                                                                 | September 1987                           | ej utgivet        | ej utgivet        | Acclaim                                                 | ASCII                                                                                  |
| Star Wars | November 1991                            | 26 mars 1992      | 26 mars 1992      | JVC (NA) LucasArts (EU)                                 | Beam Software                                                                          |
| Star Wars: The Empire Strikes Back                                                                           | Mars 1992                                | 1992              | ej utgivet        | JVC                                                     | Sculptured Software                                                                    |
| Starship Hector                                                                                              | Juni 1990                                | ej utgivet        | ej utgivet        | Hudson Soft                                             | Hudson Soft                                                                            |
| Startropics                                                                                                  | December 1990                            | 20 augusti 1992   | 20 augusti 1992   | Nintendo                                                | Nintendo Research & Development 3; Locomotive Corporation                              |
| Stealth ATF                                                                                                  | Oktober 1989                             | ej utgivet        | 14 november 1991  | Activision                                              | Imagineering                                                                           |
| Stinger | September 1987                           | ej utgivet        | ej utgivet        | Konami                                                  | Konami                                                                                 |
| Street Cop                                                                                                   | Juni 1989                                | ej utgivet        | ej utgivet        | Bandai                                                  | Human Entertainment                                                                    |
| Street Fighter 2010: The Final Fight                                                                         | September 1990                           | ej utgivet        | ej utgivet        | Capcom                                                  | Capcom                                                                                 |
| Strider | Juli 1989                                | ej utgivet        | ej utgivet        | Capcom                                                  | Capcom                                                                                 |
| Super C (aka Super Contra) (NA) Probotector II: Return of The Evil Forces (EU)                               | April 1990                               | 1992              | ej utgivet        | Konami                                                  | Konami                                                                                 |
| Super Cars                                                                                                   | Februari 1991                            | ej utgivet        | ej utgivet        | Electro Brain                                           | Magnetic Fields                                                                        |
| Super Dodge Ball                                                                                             | Juli 1989                                | ej utgivet        | ej utgivet        | Sony Imagesoft                                          | Technōs Japan                                                                          |
| Super Glove Ball                                                                                             | Oktober 1990                             | ej utgivet        | ej utgivet        | Mattel                                                  | Rare                                                                                   |
| Super Jeopardy!                                                                                              | September 1991                           | ej utgivet        | ej utgivet        | GameTek                                                 |                                                                                        |
| Super Mario Bros.                                                                                            | 18 oktober 1985                          | 15 maj 1987       | 15 maj 1987       | Nintendo                                                | Nintendo Creative Department                                                           |
| Super Mario Bros./Duck Hunt                                                                                  | November 1990                            |                   |                   | Nintendo                                                | Various                                                                                |
| Super Mario Bros./Duck Hunt/World Class Track Meet                                                           | December 1990                            | ej utgivet        | ej utgivet        | Nintendo                                                | Various                                                                                |
| Super Mario Bros./Tetris/Nintendo World Cup                                                                  | ej utgivet                               | 1990              | 1990              | Nintendo                                                | Various                                                                                |
| Super Mario Bros. 2                                                                                          | 1 september 1987                         | 3 mars 1988       | 28 april 1989     | Nintendo                                                | Nintendo Research & Development 4                                                      |
| Super Mario Bros. 3                                                                                          | 9 februari 1990                          | 29 augusti 1991   | 29 augusti 1991   | Nintendo                                                | Nintendo Research & Development 4                                                      |
| Super Pitfall                                                                                                | November 1987                            | ej utgivet        | ej utgivet        | Activision                                              | Micronics                                                                              |
| Super Spike V'Ball                                                                                           | Februari 1990                            | 23 januari 1992   | 23 januari 1992   | Nintendo                                                | Technōs Japan                                                                          |
| Super Spike V'Ball/Nintendo World Cup                                                                        | December 1990                            | ej utgivet        | ej utgivet        | Nintendo                                                | Various                                                                                |
| Super Spy Hunter                                                                                             | Februari 1992                            | 1992              | ej utgivet        | Sunsoft                                                 | Sunsoft                                                                                |
| Super Team Games (NA) Family Fun Fitness (EU)                                                                | November 1988                            | ej utgivet        | ej utgivet        | Nintendo                                                | Human Entertainment                                                                    |
| Super Turrican                                                                                               | ej utgivet                               | 1992              | 22 juli 1993      | Imagineer                                               | Rainbow Arts                                                                           |
| Superman | December 1988                            | ej utgivet        | ej utgivet        | Seika                                                   | Kemco                                                                                  |
| Swamp Thing                                                                                                  | December 1992                            | 1992              | ej utgivet        | THQ                                                     | Imagineering                                                                           |
| Sword Master                                                                                                 | Januari 1992                             | 21 januari 1993   | 21 januari 1993   | Activision                                              | Athena                                                                                 |
| Swords and Serpents                                                                                          | Augusti 1990                             | 28 november 1991  | 28 november 1991  | Acclaim                                                 | Interplay Entertainment                                                                |
| Taboo: The Sixth Sense                                                                                       | April 1989                               | ej utgivet        | ej utgivet        | Tradewest                                               | Rare                                                                                   |
| Tag Team Wrestling                                                                                           | Oktober 1986                             | ej utgivet        | ej utgivet        | Data East                                               | Data East; Sakata SAS                                                                  |
| Talespin | December 1991                            | 24 september 1992 | 24 september 1992 | Capcom                                                  | Capcom                                                                                 |
| Target: Renegade                                                                                             | Mars 1990                                | ej utgivet        | ej utgivet        | Taito                                                   | Software Creations                                                                     |
| Tecmo Baseball                                                                                               | Januari 1989                             | ej utgivet        | ej utgivet        | Tecmo                                                   | Tecmo                                                                                  |
| Tecmo Bowl                                                                                                   | Februari 1989                            | ej utgivet        | ej utgivet        | Tecmo                                                   | Tecmo                                                                                  |
| Tecmo Cup - Football Game                                                                                    | September 1992                           | 24 september 1992 | 24 september 1992 | Tecmo                                                   | Tecmo                                                                                  |
| Tecmo NBA Basketball                                                                                         | November 1992                            | ej utgivet        | ej utgivet        | Tecmo                                                   | Sculptured Software                                                                    |
| Tecmo Super Bowl                                                                                             | December 1991                            | ej utgivet        | ej utgivet        | Tecmo                                                   | Tecmo                                                                                  |
| Tecmo World Cup Soccer                                                                                       | ej utgivet                               | 1991              | ej utgivet        | Tecmo                                                   | Tecmo                                                                                  |
| Tecmo World Wrestling                                                                                        | April 1990                               | 23 november 1990  | 23 november 1990  | Tecmo                                                   | Tecmo                                                                                  |
| Teenage Mutant Ninja Turtles (NA) Teenage Mutant Hero Turtles (EU)                                           | Juni 1989                                | 17 augusti 1990   | ej utgivet        | Ultra Games                                             | Konami                                                                                 |
| Teenage Mutant Ninja Turtles II: The Arcade Game (NA) Teenage Mutant Hero Turtles II - The Arcade Game (EU)  | December 1990                            | 14 november 1991  | 24 november 1991  | Ultra Games (NA) Konami (EU)                            | Konami                                                                                 |
| Teenage Mutant Ninja Turtles III: The Manhattan Project                                                      | Februari 1992                            | ej utgivet        | ej utgivet        | Konami                                                  | Konami                                                                                 |
| Teenage Mutant Ninja Turtles: Tournament Fighters (NA) Teenage Mutant Hero Turtles: Tournament Fighters (EU) | Februari 1994                            | 1994              | ej utgivet        | Konami                                                  | Konami                                                                                 |
| Tennis | 18 oktober 1985                          | 1 september 1986  | 1 september 1986  | Nintendo                                                | Nintendo Research & Development 1; Intelligent Systems                                 |
| The Terminator                                                                                               | December 1992                            | 1992              | ej utgivet        | Mindscape                                               | Radical Entertainment                                                                  |
| Terminator 2 - Judgement Day                                                                                 | Februari 1992                            | 1992              | 1992              | LJN                                                     | Software Creations                                                                     |
| Terra Cresta                                                                                                 | Mars 1990                                | ej utgivet        | ej utgivet        | Vic Tokai                                               | Nihon Bussan                                                                           |
| Tetris | November 1989                            | 23 februari 1990  | 23 februari 1990  | Nintendo                                                | Nintendo Research & Development 1                                                      |
| Tetris 2 | Oktober 1993                             | 1993              | ej utgivet        | Nintendo                                                | Nintendo Research & Development 1                                                      |
| The Three Stooges                                                                                            | Oktober 1989                             | ej utgivet        | ej utgivet        | Activision                                              | Incredible Technologies                                                                |
| Thunder & Lightning                                                                                          | December 1990                            | ej utgivet        | ej utgivet        | Romstar                                                 | SETA; Visco                                                                            |
| Thunderbirds                                                                                                 | September 1990                           | ej utgivet        | ej utgivet        | Activision                                              |                                                                                        |
| Thundercade                                                                                                  | Juli 1989                                | ej utgivet        | ej utgivet        | American Sammy                                          | Micronics                                                                              |
| Tiger-Heli                                                                                                   | September 1987                           | 17 januari 1990   | 17 januari 1990   | Acclaim                                                 | Micronics                                                                              |
| Time Lord | September 1990                           | 1990              | ej utgivet        | Milton Bradley Company                                  | Rare                                                                                   |
| Times of Lore                                                                                                | Maj 1991                                 | ej utgivet        | ej utgivet        | Toho                                                    | Origin Systems                                                                         |
| Tiny Toon Adventures                                                                                         | December 1991                            | 22 oktober 1992   | 22 oktober 1992   | Konami                                                  | Konami                                                                                 |
| Tiny Toon Adventures 2 - Trouble in Wackyland                                                                | April 1993                               | 27 januari 1994   | 27 januari 1994   | Konami                                                  | Konami                                                                                 |
| Tiny Toon Adventures Cartoon Workshop                                                                        | December 1992                            | 1992              | ej utgivet        | Konami                                                  | Novotrade International                                                                |
| To the Earth                                                                                                 | November 1989                            | 23 februari 1990  | 23 februari 1990  | Nintendo                                                | Cirque Verte                                                                           |
| Toki | December 1991                            | ej utgivet        | ej utgivet        | Taito                                                   | Daiei Seisakusho                                                                       |
| Tom & Jerry                                                                                                  | December 1991                            | 22 oktober 1992   | 22 oktober 1992   | Hi Tech Expressions                                     | Software C                                                                             |
| Tombs & Treasure                                                                                             | Juni 1991                                | ej utgivet        | ej utgivet        | Activision                                              | Compile                                                                                |
| Top Gun | November 1987                            | 30 november 1988  | 30 november 1988  | Konami                                                  | Konami                                                                                 |
| Top Gun - The Second Mission                                                                                 | Januari 1990                             | 24 oktober 1991   | 24 oktober 1991   | Konami                                                  | Konami                                                                                 |
| Top Players' Tennis (NA) Four Player Tennis (EU)                                                             | Januari 1990                             | 1990              | ej utgivet        | Asmik                                                   | Home Data                                                                              |
| Total Recall                                                                                                 | Augusti 1990                             | 1990              | 30 november 1988  | Acclaim                                                 | Ocean Software                                                                         |
| Totally Rad                                                                                                  | Mars 1991                                | 1991              | ej utgivet        | Jaleco                                                  | Aicom                                                                                  |
| Touch Down Fever                                                                                             | Februari 1991                            | ej utgivet        | ej utgivet        | SNK                                                     | SNK                                                                                    |
| Town & Country Surf Designs: Wood & Water Rage                                                               | Februari 1988                            | ej utgivet        | ej utgivet        | LJN                                                     | Atlus                                                                                  |
| Town & Country II: Thrilla's Surfari                                                                         | Mars 1992                                | ej utgivet        | ej utgivet        | Acclaim                                                 | Sculptured Software                                                                    |
| Toxic Crusaders                                                                                              | April 1992                               | ej utgivet        | ej utgivet        | Bandai                                                  | TOSE                                                                                   |
| Track & Field (NA) Track & Field in Barcelona (EU)                                                           | April 1987                               | 1992              | 20 februari 1992  | Konami                                                  | Konami                                                                                 |
| Track & Field II                                                                                             | Juni 1989                                | 22 november 1989  | 22 november 1989  | Konami                                                  | Konami                                                                                 |
| Treasure Master                                                                                              | December 1991                            | ej utgivet        | ej utgivet        | American Softworks                                      | Software Creations                                                                     |
| Trog! | Oktober 1991                             | ej utgivet        | ej utgivet        | Acclaim                                                 | Visual Concepts                                                                        |
| Trojan | Februari 1987                            | 23 mars 1989      | 23 mars 1989      | Capcom                                                  | Capcom                                                                                 |
| The Trolls in Crazyland                                                                                      | ej utgivet                               | 1991              | ej utgivet        | American Softworks                                      | KID                                                                                    |
| Twin Cobra                                                                                                   | Januari 1990                             | ej utgivet        | ej utgivet        | American Sammy                                          | Toaplan                                                                                |
| Twin Eagle                                                                                                   | Oktober 1989                             | ej utgivet        | ej utgivet        | Romstar                                                 | SETA                                                                                   |
| Ufouria - The Saga                                                                                           | ej utgivet                               | 19 november 1992  | 19 november 1992  | Sunsoft                                                 | Sunsoft                                                                                |
| Ultima III: Exodus                                                                                           | Februari 1989                            | ej utgivet        | ej utgivet        | FCI                                                     | Newtopia Planning                                                                      |
| Ultima IV: Quest of the Avatar                                                                               | December 1990                            | ej utgivet        | ej utgivet        | FCI                                                     | Atelier Double; Infinity                                                               |
| Ultima V: Warriors of Destiny                                                                                | Januari 1993                             | ej utgivet        | ej utgivet        | FCI                                                     | Origin Systems                                                                         |
| Ultimate Air Combat                                                                                          | April 1992                               | November 1992     | ej utgivet        | Activision                                              | Activision                                                                             |
| Ultimate Basketball                                                                                          | September 1990                           | ej utgivet        | ej utgivet        | American Sammy                                          | Aicom                                                                                  |
| The Uncanny X-Men                                                                                            | December 1989                            | ej utgivet        | ej utgivet        | LJN                                                     | Unknown                                                                                |
| Uncharted Waters                                                                                             | November 1991                            | ej utgivet        | ej utgivet        | Koei                                                    |                                                                                        |
| Uninvited | Juni 1991                                | ej utgivet        | ej utgivet        | Seika                                                   | Kemco                                                                                  |
| The Untouchables                                                                                             | Januari 1991                             | ej utgivet        | ej utgivet        | Ocean Software                                          |                                                                                        |
| Urban Champion                                                                                               | Augusti 1986                             | 1987              | ej utgivet        | Nintendo                                                | Nintendo Research & Development 1                                                      |
| Vegas Dream                                                                                                  | Mars 1990                                | ej utgivet        | ej utgivet        | HAL                                                     | HAL                                                                                    |
| Vice: Project Doom                                                                                           | November 1991                            | ej utgivet        | ej utgivet        | American Sammy                                          | Aicom                                                                                  |
| Videomation                                                                                                  | Juni 1991                                | ej utgivet        | ej utgivet        | THQ                                                     | FarSight Studios                                                                       |
| Volley Ball                                                                                                  | Mars 1987                                | 15 november 1987  | 15 november 1987  | Nintendo                                                | Nintendo Research & Development 1                                                      |
| Wacky Races                                                                                                  | Maj 1992                                 | ej utgivet        | ej utgivet        | Atlus                                                   | Atlus                                                                                  |
| Wall Street Kid                                                                                              | Juni 1990                                | ej utgivet        | ej utgivet        | SOFEL                                                   | SOFEL                                                                                  |
| Wario's Woods                                                                                                | 10 december 1994                         | 1995              | ej utgivet        | Nintendo                                                | Nintendo Research & Development 1                                                      |
| Wayne Gretzky Hockey                                                                                         | Januari 1991                             | ej utgivet        | ej utgivet        | THQ                                                     | Bethesda Softworks                                                                     |
| Wayne's World                                                                                                | November 1993                            | ej utgivet        | ej utgivet        | THQ                                                     | Radical Entertainment                                                                  |
| WCW Wrestling                                                                                                | April 1990                               | ej utgivet        | ej utgivet        | FCI                                                     | Nichibutsu                                                                             |
| Werewolf: The Last Warrior                                                                                   | November 1990                            | 26 september 1991 | 26 september 1991 | Data East                                               | Data East; Sakata SAS                                                                  |
| Wheel of Fortune                                                                                             | September 1988                           | ej utgivet        | ej utgivet        | GameTek                                                 | Sharedata                                                                              |
| Wheel of Fortune Family Edition                                                                              | Mars 1990                                | ej utgivet        | ej utgivet        | GameTek                                                 | Sharedata                                                                              |
| Wheel of Fortune: Featuring Vanna White                                                                      | Januari 1992                             | ej utgivet        | ej utgivet        | GameTek                                                 | Sharedata                                                                              |
| Wheel of Fortune Junior Edition                                                                              | Oktober 1989                             | ej utgivet        | ej utgivet        | GameTek                                                 | Sharedata                                                                              |
| Where in Time Is Carmen Sandiego?                                                                            | Oktober 1991                             | ej utgivet        | ej utgivet        | Konami                                                  | Brøderbund                                                                             |
| Where's Waldo?                                                                                               | 17 september 1991                        | ej utgivet        | ej utgivet        | THQ                                                     | Bethesda Softworks                                                                     |
| Who Framed Roger Rabbit                                                                                      | September 1989                           | ej utgivet        | ej utgivet        | LJN                                                     | Rare                                                                                   |
| Whomp 'Em | Mars 1991                                | ej utgivet        | ej utgivet        | Jaleco                                                  | Jaleco                                                                                 |
| Widget | November 1992                            | ej utgivet        | ej utgivet        | Atlus                                                   | Graphic Research                                                                       |
| Wild Gunman                                                                                                  | 18 oktober 1985                          | 15 februari 1988  | 15 februari 1988  | Nintendo                                                | Nintendo Research & Development 1; Intelligent Systems                                 |
| Willow | December 1989                            | 28 november 1991  | 28 november 1991  | Capcom                                                  | Capcom                                                                                 |
| Win, Lose, or Draw                                                                                           | Mars 1990                                | ej utgivet        | ej utgivet        | Hi Tech Expressions                                     | Hi Tech Expressions                                                                    |
| Winter Games                                                                                                 | September 1987                           | ej utgivet        | ej utgivet        | Acclaim                                                 | Atelier Double                                                                         |
| Wizardry: Proving Grounds of the Mad Overlord                                                                | Juli 1990                                | ej utgivet        | ej utgivet        | ASCII                                                   | Sir-Tech                                                                               |
| Wizardry II: The Knight of Diamonds                                                                          | April 1992                               | ej utgivet        | ej utgivet        | ASCII                                                   | Sir-Tech                                                                               |
| Wizards & Warriors                                                                                           | December 1987                            | 17 januari 1990   | 17 januari 1990   | Acclaim                                                 | Rare                                                                                   |
| Wizards & Warriors III: Kuros: Visions of Power (NA) Wizards & Warriors III - Kuros: Visions of Power (EU)   | Mars 1992                                | 21 januari 1993   | 21 januari 1993   | Acclaim                                                 | Rare; Zippo Games                                                                      |
| Wolverine | Oktober 1991                             | ej utgivet        | ej utgivet        | LJN                                                     | Software Creations                                                                     |
| World Champ                                                                                                  | April 1991                               | ej utgivet        | ej utgivet        | Romstar                                                 |                                                                                        |
| World Class Track Meet                                                                                       | Augusti 1988                             | ej utgivet        | ej utgivet        | Nintendo                                                | Human Entertainment                                                                    |
| World Games                                                                                                  | Mars 1989                                | ej utgivet        | ej utgivet        | Milton Bradley Company                                  | Epyx                                                                                   |
| Wrath of the Black Manta                                                                                     | April 1990                               | 24 januari 1991   | 24 januari 1991   | Taito                                                   | AI                                                                                     |
| Wrecking Crew                                                                                                | 18 oktober 1985                          | 15 oktober 1987   | 15 oktober 1987   | Nintendo                                                | Nintendo Research & Development 1                                                      |
| Wurm: Journey to the Center of the Earth                                                                     | November 1991                            | ej utgivet        | ej utgivet        | Asmik                                                   | Cyclone System                                                                         |
| WWF King of the Ring                                                                                         | November 1993                            | ej utgivet        | ej utgivet        | LJN                                                     | Gray Matter Inc.; Eastridge Technology                                                 |
| WWF WrestleMania                                                                                             | Januari 1989                             | ej utgivet        | ej utgivet        | Acclaim                                                 | Rare                                                                                   |
| WWF WrestleMania Challenge                                                                                   | November 1990                            | ej utgivet        | ej utgivet        | LJN                                                     | Rare                                                                                   |
| WWF WrestleMania: Steel Cage Challenge                                                                       | September 1992                           | ej utgivet        | ej utgivet        | LJN                                                     | Sculptured Software                                                                    |
| Xenophobe | December 1988                            | ej utgivet        | ej utgivet        | Sunsoft                                                 | Sunsoft                                                                                |
| Xevious | September 1988                           | 25 oktober 1989   | 25 oktober 1989   | Bandai                                                  | Namco                                                                                  |
| Xexyz | April 1990                               | ej utgivet        | ej utgivet        | Hudson Soft                                             | Atlus                                                                                  |
| Yo! Noid | November 1990                            | ej utgivet        | ej utgivet        | Capcom                                                  | Now Production                                                                         |
| Yoshi (NA) Mario & Yoshi (EU)                                                                                | 1 juni 1992                              | 30 december 1992  | 30 december 1992  | Nintendo                                                | Game Freak                                                                             |
| Yoshi's Cookie                                                                                               | April 1993                               | 28 april 1994     | 28 april 1994     | Nintendo                                                | Bullet-Proof Software                                                                  |
| The Young Indiana Jones Chronicles                                                                           | December 1992                            | ej utgivet        | ej utgivet        | Jaleco                                                  | Jaleco                                                                                 |
| Zanac | Oktober 1987                             | ej utgivet        | ej utgivet        | FCI                                                     | Compile                                                                                |
| Zelda II - The Adventure of Link                                                                             | 1 december 1988                          | 26 september 1988 | 26 september 1988 | Nintendo                                                | Nintendo Research & Development 4                                                      |
| Zen the Intergalactic Ninja                                                                                  | Mars 1993                                | 1993              | ej utgivet        | Konami                                                  | Konami                                                                                 |
| Zoda's Revenge: StarTropics II                                                                               | Mars 1994                                | ej utgivet        | ej utgivet        | Nintendo                                                | Nintendo Research & Development 3                                                      |
| Zombie Nation                                                                                                | Januari 1991                             | ej utgivet        | ej utgivet        | Meldac                                                  | KAZe                                                                                   |

## Outgivna spel
| Titel                                    | Anledning | Utgivare              |
| ---------------------------------------- | --------- | --------------------- |
| Airball                                  |           | Tengen                |
| Armadillo                                |           | IGS                   |
| Blockout                                 |           | Technōs Japan         |
| The California Raisins: The Grape Escape |           | Capcom                |
| Chip's Challenge                         |           | Bullet-Proof Software |
| Chuck Yeager's Air Combat                |           | Electronic Arts       |
| Drac's Night Out                         |           | Parker Brothers       |
| Happily Ever After                       |           | SOFEL                 |
| Hard Drivin'                             |           | Tengen                |
| HeroQuest                                |           | Hasbro Interactive    |
| Hit the Ice                              |           | Taito                 |
| Pescatore                                |           | Sunsoft               |
| Police Academy                           |           | Tengen                |
| Return of Donkey Kong                    |           | Nintendo              |
| SimCity                                  |           | Nintendo              |
| Sunman                                   |           | Sunsoft               |
| Time Diver: Eon Man                      |           | Taito                 |
| Twin Peaks                               |           | Hi Tech Expressions   |
| War on Wheels                            |           | Jaleco                |
| The Way of the Exploding Fist            |           | Beam Software         |